# Neteja ètnica
La neteja ètnica és un tipus de biopolítica, i duta a l'extrem es converteix en genocidi. Es pot definir com un intent coercitiu d'unificar ètnicament una regió o un estat, eliminant les persones objectiu d'una àrea geogràfica específica, sovint pertanyents a minories nacionals (grups ètnics, racials i ideològics), en l'intent de canviar la geografia ètnico-racial-religiosa d'aquesta àrea i bastir ràpidament un estat nació homogeni, sense el farragós i incert procès de modelar nacionalment als individus. Com que la neteja ètnica no té una definició formal als fòrums internacionals, no es pot distingir legalment del genocidi.
Mentre que a l'edat mitjana i els primers temps moderns, les motivacions per a la neteja eren generalment religioses, la majoria de les neteges ètniques modernes han estat motivades per l'homogeneïtzació de la composició religioso-ètnica o racial dels estats. Normalment s'empra la deportació, la migració, la substitució forçada i l'assassinat, tot i que pot haver altres accions puntuals, com els pogroms. Com a aquests, la neteja ètnica normalment va acompanyada de la destrucció de gran part dels monuments històrics, cementiris, cases i altres bens culturals de la nació/ètnia objectiu.
El terme prové de la traducció literal de la frase serbi-croata etničko čišćenje, que va entrar a la literatura política mundial als anys 90, arran dels genocidis que van tenir lloc durant el col·lapse de l'antiga Iugoslàvia, i ràpidament es va convertir en un dels termes més comuns utilitzats per descriure la violència contra els grups humans. Tanmateix, també s'ha proposat que tot i la terminologia moderna, la neteja ètnica ha succeït al llarg de la història. En poden ser exemples el desplaçament forçat dels assiris entre els segles IX i VII aC, la massacre i l'execució dels danesos que vivien a Anglaterra al segle x, l'expulsió dels jueus i moriscos d'Espanya als segles segle xv i segle xvii, i l'extermini dels indis americans per part d'immigrants i colonitzadors europeus blancs.
Tot i que la conquesta de pràcticament totes les terres colonials per part dels europeus, com ara Mèxic, Austràlia i els Estats Units, va ser violenta, només unes poques van provocar una sagnant neteja ètnica. L'aparició de la "neteja ètnica moderna" va tenir lloc als segles xix i xx en diverses regions, com els territoris dels antics imperis d'Europa central i oriental i Àsia occidental. Nombroses onades de neteja ètnica van canviar el mapa ètnic i religiós d'aquestes zones. La primera onada va començar durant la Primera Guerra Mundial i va acabar poc després. La segona onada va assolir el seu màxim just després de l'inici de la Segona Guerra Mundial i va acabar poc després del final de la guerra. La tercera onada va començar amb poca intensitat durant la Guerra Freda i va assolir el màxim després del final de la Guerra Freda. Aquests inclouen el genocidi d'armenis, assiris i grecs per part dels turcs otomans durant i després de la Primera Guerra Mundial, el genocidi dels jueus - conegut com l'Holocaust - per l'Alemanya nazi, l'expulsió de milions d'alemanys de Polònia, Txecoslovàquia i altres parts de l'Europa de l'Est al final de la Segona Guerra Mundial i a la massacre de musulmans bosnians per part dels serbis de Bòsnia després del final de la Guerra Freda. Una comissió d'experts de l'ONU creada per investigar els esdeveniments a Bòsnia i Hercegovina el febrer de 1993 va descriure la neteja ètnica com un crim contra el dret internacional. Encara que el concepte de neteja ètnica s'entén avui dia, a diferència del genocidi, no està recollit en el dret internacional i està classificat com a part dels crims de crims de lesa humanitat i crims de guerra definits anteriorment

## Definició
El terme prové de la traducció literal de la frase serbi-croata etničko čišćenje. El terme va entrar a la literatura política mundial als anys noranta, arran dels genocidis que van tenir lloc durant l'enfonsament de l'antiga Iugoslàvia. Després dels esdeveniments de la ruptura de l'antiga Iugoslàvia, la neteja ètnica es va convertir en un terme comú per a la violència contra els grups de drets humans.
La majoria de les neteges ètniques modernes han estat motivades per l'homogeneïtzació de la composició religioso-ètnica o racial, mentre que a l'edat mitjana i els primers temps moderns, les motivacions per a la neteja eren generalment religioses. El concepte de neteja ètnica està relacionat amb els conceptes de "migració forçada" i "transferència de població". Alhora no només pot referir-se a l'eliminació forçada de grups ètnics, sinó que també pot referir-se a l'eliminació de grups similars relacionats.
La migració forçada és un concepte general que en alguns casos inclou la neteja ètnica, però també altres moviments de població per diferents motius, com ara projectes d'obres públiques.
En les transferències organitzades de població, els països acorden la transferència o l'intercanvi de grups específics dins de les seves fronteres internacionals. Tanmateix, segons el manual d'estudis del genocidi de la Universitat d'Oxford, la distinció entre la transferència habitual de població i la neteja ètnica es pot qüestionar per dues raons. En primer lloc, no totes les lleis d'immigració es poden seguir quan es traslladen persones. En segon lloc, els trasllats de població, encara que es facin per la seguretat dels ciutadans, segueixen sent obligatoris i els grups es veuen obligats a marxar pel simple fet de tenir una identitat concreta. Així, fins i tot els moviments de població més organitzats són ells mateixos una forma de neteja ètnica.
Les objeccions a l'ús del terme neteja ètnica sorgiren perquè alguns argumentaren que l'ús del terme podia emmascarar la violència o fer-ho semblar més pacífic del que realment és. Però malgrat això, el terme "neteja ètnica" s'emprà ràpidament per descriure una forma específica de violència contra col·lectius específics.
Per tot plegat, el concepte de "neteja ètnica" ha sigut força debatut. El primer punt és distingir-lo amb precisió del genocidi. Una altra qüestió és si la neteja ètnica només es pot considerar a partir del segle xx, atès que, com s'ha dit, alguns estudiosos consideren que la deportació i el reassentament forçat dels assiris als segles IX i VII aC són els primers exemples de neteja ètnica. Altres estudiosos, però, diuen que la neteja ètnica, a diferència dels assentaments forçats anteriors, va ser el resultat d'uns avenços singulars del segle xx, com la consolidacio als estats-nació d'ideologies fortament nacionalistes i/o quasi racistes, així com la coincidència amb la difusió de les tecnologies avançades i les comunicacions.

## Mecanisme de neteja ètnica
Una comissió d'experts de l'ONU per tractar els esdeveniments a Bòsnia i Hercegovina va esbossar les primeres definicions de neteja ètnica i els mecanismes per fer-ho:
Els mecanismes de neteja ètnica inclouen "assassinat, tortura, arrest i detencions arbitràries, execucions extrajudicials, violacions i agressions sexuals, així com l'expulsió i execució d'atacs militars contra civils".
Per exemple, un dels mètodes serbis de neteja ètnica dels musulmans bosnians a Hercegovina va ser la violació de dones musulmanes per part dels soldats serbis.
Tot i que històricament la neteja ètnica ha anat acompanyada d'un ús reiterat de la força per fer fora determinats grups d'àrees concretes, els seus mecanismes també han estat contradictoris.
Per exemple, la neteja ètnica ha sigut realitzada pels estats per canviar el mapa ètnic, especialment a les zones frontereres, i d'altra banda, el col·lapse dels països pot arribar a portar a una lluita de poder en la qual la neteja ètnica és una de les conseqüències. Així, en Norman Newmarka anomena la neteja ètnica "el producte del desenvolupament més avançat de l'edat moderna", i el Michael Mann argumenta que les noves democràcies són més propenses a la neteja ètnica que un règim autoritari estable.

Una altra paradoxa de la neteja ètnica és que sovint una part del motiu del conflicte són les diferències ètniques o religioses, o aquestes diferències van alimentar el conflicte, però aquests mateixos factors a vegades s'empren, si més no en una forma modificada, com a mitjà per prevenir el conflicte.

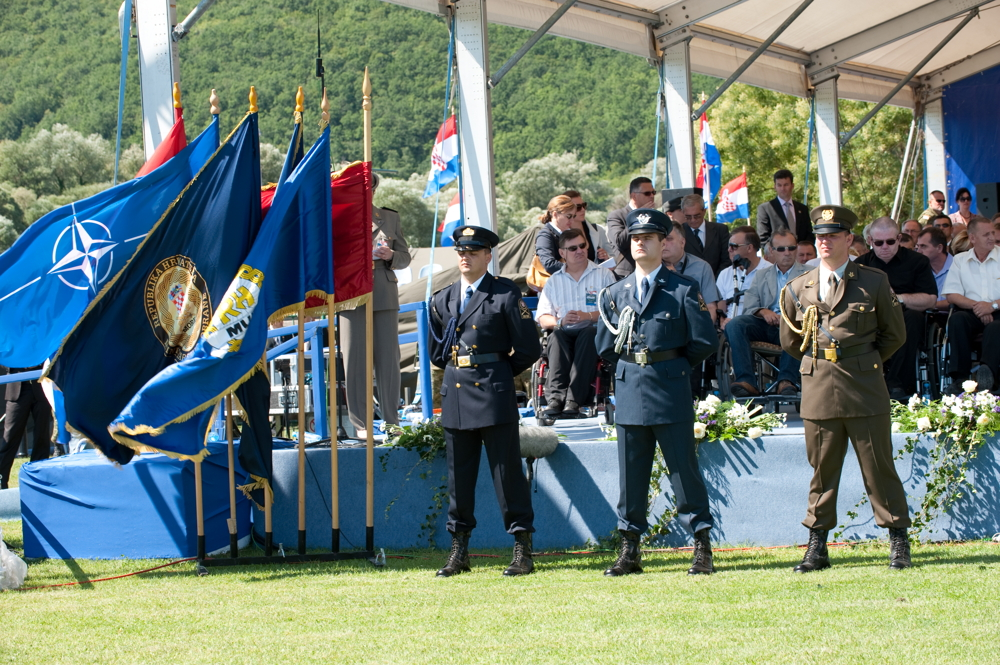
Setzé aniversari de l'operació Tempesta durant la que més de 200.000 serbis van ser expulsats de Croàcia

### Neteja ètnica silenciosa
A mitjans de la dècada de 1990, els observadors de la guerra iugoslava van encunyar el terme "neteja ètnica silenciosa". Els mitjans occidentals es van mostrar preocupats per la visió del conflicte, dient que els atacs contra els serbis van ser "silenziosos" perquè no van rebre la cobertura mediàtica que necessitaven.

## Neteja ètnica al llarg de la història
Segons el manual d'estudis del genocidi de la Universitat d'Oxford, la neteja ètnica s'ha fet històricament de dues maneres. En primer lloc, les polítiques de control de les zones frontereres dels grans imperis, i en segon lloc, els mètodes utilitzats pels colons europeus per expulsar els pobles indígenes de les seves terres. L'aparició de la "neteja ètnica moderna" es va produir als segles xix i xx en diverses regions, com els territoris governats pels antics imperis a l'Europa central i oriental i l'Àsia occidental. Nombroses onades de neteja ètnica han canviat els mapes ètnics i religiosos d'aquestes zones. La primera onada va acabar poc després de la fi de la Primera Guerra Mundial; La segona onada va arribar al màxim i va acabar just després de la Segona Guerra Mundial; I la tercera onada de neteja ètnica es va produir al final de la Guerra Freda.
En cas que es consideri que la neteja ètnica ha estat present en totes les etapes històriques, es pot fer un llistat de possibles casos. Així, segons l'Andrew Bell-Fialcaf, els exemples més antics de neteja ètnica es remuntarien a les èpoques assiria i romana, en el que serien quasi xocs de civilitzacions. Més tard, la religió es va convertir en l'element més important de la identitat col·lectiva, contra les minories religioses durant l'edat mitjana. Amb l'arribada del món modern i la substitució de la religió per la laïcitat, el nacionalisme substitueix la religió, i en comptes d'una "identitat col·lectiva comuna" emanada d'una religió comuna, s'evoluciona a una ètnia i una nacionalitat comunes i un procés d'assimilació. Però sovint la neteja ètnica és una continuació de la neteja religiosa. Hi ha però una diferència cabdal: en la neteja religiosa, la gent tenia l'oportunitat de canviar de religió, però en la neteja ètnica, l'única manera és la mort o el desplaçament físic. Segons l'Andrew Bell-Fialcoff, el primer cas de neteja ètnica a l'edat mitjana -en què l'aspecte de la neteja religiosa encara era destacat- va ser l'expulsió de molts catòlics irlandesos de l'Anglaterra.
Avançant en el temps, no va ser fins al segle xix que l'aniquilació d'algunes ètnies es va convertir en l'objectiu aparent d'alguns estats. Per exemple, la neteja dels indis per part dels Estats Units en seria un exemple. També va ser en aquest moment que els otomans van començar a purgar els grecs i els armenis. En el genocidi de 1915, els armenis van perdre aproximadament un milió i mig de persones, més de la meitat de la seva població, així com al voltant del 90 per cent de la seva terra natal.
Però van ser els nazis els que van donar forma a la neteja ètnica de la manera més completa, combinant elements d'exili, deportació, massacre i genocidi, i van implementar el que van anomenar "una solució final al problema jueu".
Posteriorment, els Estats Units, la Unió Soviètica i el Regne Unit van dur a terme la neteja ètnica en sentit contrari, si bé limitada a la deportació. Per revertir els esforços de Hitler per estendre la raça alemanya a Europa, els tres països van ordenar l'expulsió de més de 10 a 12 milions d'alemanys de l'Europa de l'Est a Potsdam. No se sap el nombre exacte, però s'estima que uns 12 milions d'alemanys van ser expulsats de Polònia, Txecoslovàquia, Hongria, Romania i Iugoslàvia.

### Matança dels cananeus per part dels jueus
Segons el llibre de Josué, entre 1250 i 1050 aC. Els jueus van purgar la terra promesa per tal d'aconseguir-ne la propietat. Segons els llibres de l'Antic Testament, el Déu del poble jueu, "Jahvè", els va manar de matar a tot home, dona, i nen, de mitjana edat i adult, després de conquerir les ciutats. Per exemple, al llibre de Josuè, capítol vuit, versets 1 a 29, hi ha una descripció completa de com la gent del poble de Canaan va ser capturada i assassinada.

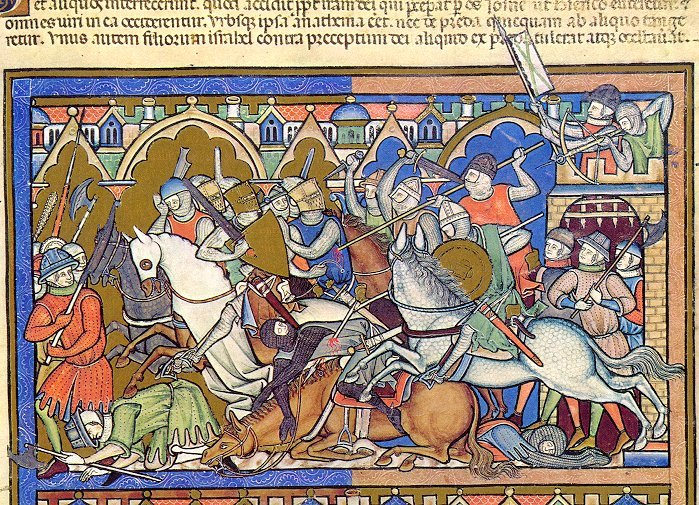
Representació medieval de la batalla d'"Israel" sobre el poble d'I.

Segons les lectures religioses, es tracta d'un cas especial i excepcional en què Déu va castigar un poble a causa de les seves tradicions corruptes pel poble d'Israel, de la mateixa manera que va castigar als mateixos israelites, quan aquests van caure en pecat, per mitjà d'altres pobles. El càstig de Déu per un poble o per mitjans naturals, com un diluvi, presagia el judici final de la humanitat i el càstig de la gent corrupta.
Alguns arqueòlegs neguen la importància històrica de la suposada neteja ètnica, argumentant que l'assentament dels jueus va ser un procés llarg, no a causa d'una guerra, sinó el resultat de factors complexos que impulsen el desenvolupament i la contracció dels hàbitats i l'agricultura.
Segons la hipòtesi documental, el text de la Torà consta de diverses cadenes narratives de diferents moments, que es teixeixen en un sol text. La sèrie més antiga de narracions de la Torà no diu res sobre la neteja ètnica, i el que és imminent a la Torà sobre la neteja ètnica només apareix a la sèrie més nova de narracions.

### Assentaments forçats per part dels assiris

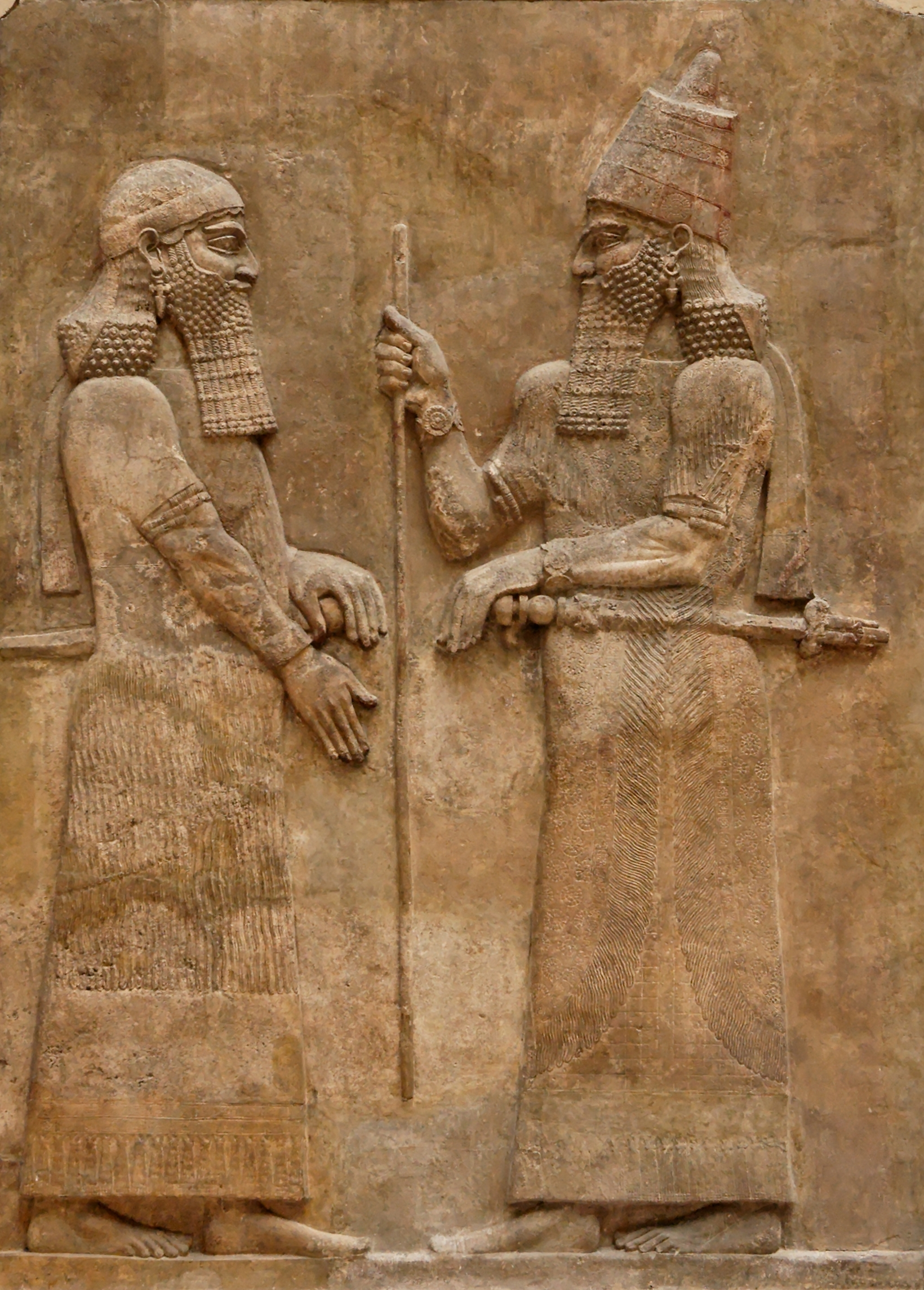
Dreta: Sargó II, rei d'Assíria (722–705 aC) ز.), Esquerra: persona d'alt rang.

El reassentament forçat i la deportació de la gent de les ciutats conquerides i de les tribus rebels assíries vençudes es pot considerar un dels primers exemples de neteja ètnica. En Sargon II, per exemple, durant la batalla amb l'exèrcit egipci, va reconquerir les zones rebels, va castigar la població, i va deportar un gran nombre de persones de les ciutats conquerides a Assíria. Aquesta acció està registrada a la història de les ciutats de Samaria i Hamat. El resultat d'aquesta batalla va ser la derrota d'Egipte a Rafah, situada a la frontera egípcia.
Un altre exemple d'aquella política és l'exili dels antics palestins. L'Aziro, el governador de la ciutat d'Ashdod, es va revoltar i va incitar les zones veïnes a revoltar-se contra Sargon II. Aquest conquerí la ciutat, i substituí l'Aziro pel seu germà Ahi-Miti, però en menys d'un any, és a dir, l'any 712 aC, el poble es revoltà novament, deposant Ahi-Miti i proclament a un noble anomenat Yamani. El 712, Yamani oferí una aliança entre Judà i Egipte, que fou refusada pels egipcis per mantenir bones relacions amb Sargon II. Sargon II va tornar a envair i va tornar a conquerir Ashdod, forçant a l'exili a la gent de la ciutat i substituir-la per gent de l'est.
Com a altre exemple, Sennachérib, fill d'en Sargon II, quan va succeir al seu pare al tron va deportar mé de 200.000 persones de Samaria a Babilònia. De fet, l'expulsió i l'exili van ser temes habituals de l'art assiri. Ara bé, el motiu d'aquestes deportacions no era necessàriament la neteja ètnica. Els historiadors creuen que els motius d'aquestes accions assiris eren castigar els rebels, adquirir treballadors i soldats, establir-se en zones estratègiques i ampliar la població i el desenvolupament urbà de ciutats noves i velles.

### Destrucció de Cartago per l'Imperi Romà

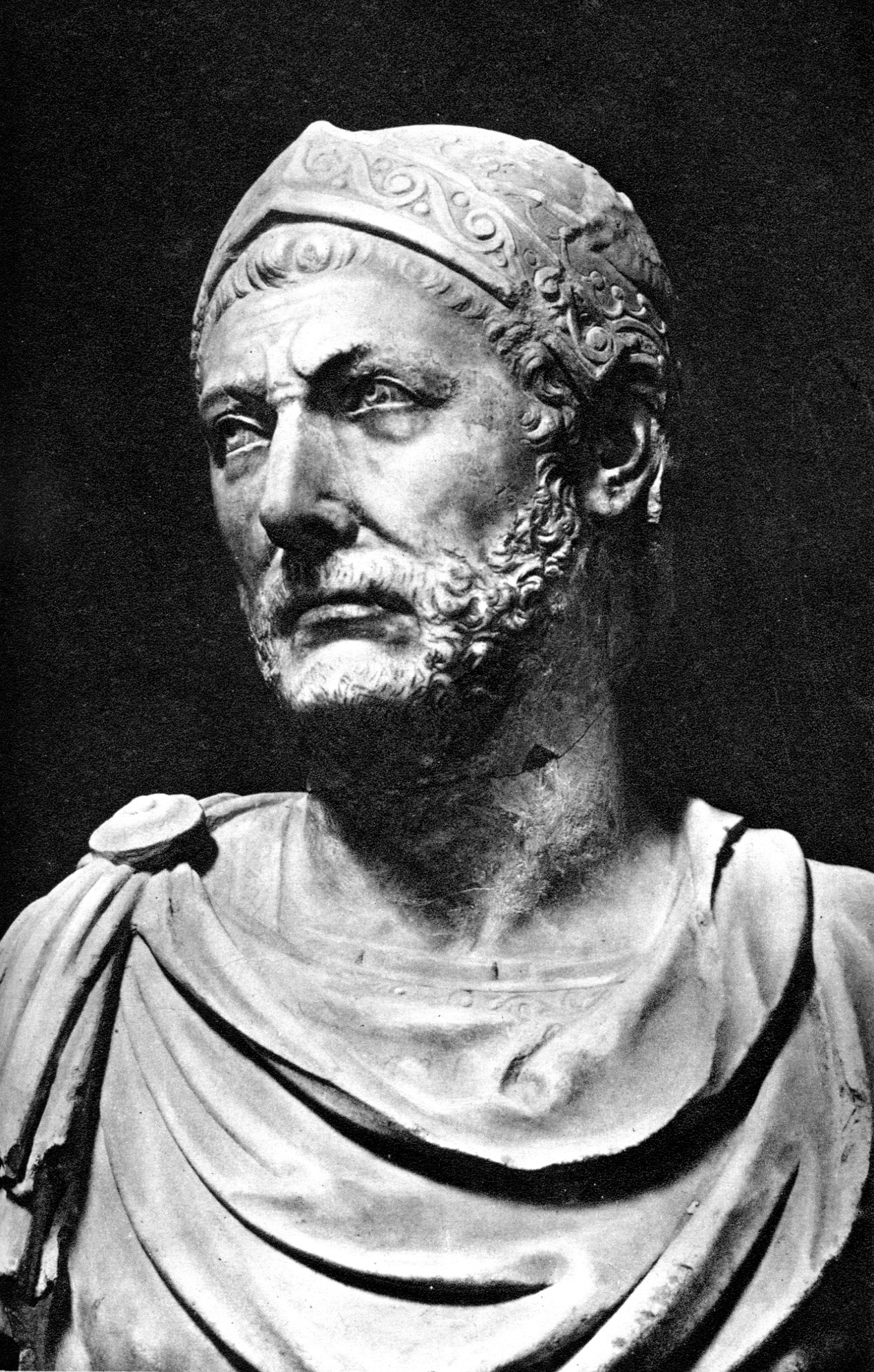
Aníbal Barca, general, aristòcrata i senador cartaginès.

Cartago va ser una antiga ciutat del nord d'Àfrica, a l'actual Tunísia (a uns disset quilòmetres al nord-est de la capital d'aquest país), fundada per emigrants fenicis de Tir a finals del segle ix aC, segons la datació moderna més acceptada, i segons la llegenda, per la princesa fenícia Dido.
Després de la caiguda de Tir en poder dels caldeus, Cartago es va independitzar i va desenvolupar un poderós estat que va arribar a rivalitzar amb les ciutats estat gregues de Sicília primer i amb la República Romana segles després. La seva estructura de govern va ser de caràcter republicà amb certes característiques monàrquiques o de tirania, encara que va evolucionar posteriorment a un sistema plenament republicà. Els territoris controlats per Cartago la van convertir en la capital d'un pròsper Estat, veient-se enriquida pels recursos provinents de tot el Mediterrani occidental.
En el segle iii aC es va enfrontar a la República Romana en tres guerres (conegudes com a primera, segona i tercera guerres púniques) per l'hegemonia en el Mediterrani occidental i de les quals va sortir derrotada.
A mitjan segle ii aC, va ser destruïda per Escipió Emilià en l'anomenada Tercera Guerra Púnica. Cartago va resistir durant sis dies el setge dels soldats romans; aquests van haver d'avançar penosament casa per casa i carrer per carrer, tal va ser la resistència a la qual es van enfrontar. Del gairebé milió d'habitants només en van sobreviure uns cinquanta mil i van ser venuts com a esclaus. La ciutat va ser destruïda totalment i el més valuós portat a Roma. Roma va esborrar del mapa Cartago, la seva gent i la seva cultura. La destrucció va ser total, gairebé ningú hi va sobreviure. Va ser l'eliminació total de l'adversari.

### La massacre dels danesos per part dels anglosaxons

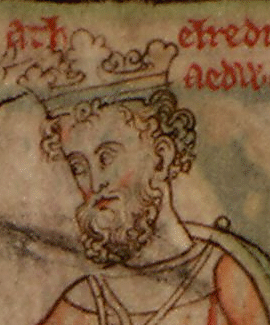
En resposta a la invasió danesa d'Anglaterra, Atlord II va massacrar immigrants danesos a Anglaterra.

Etelred II, sobrenomenat Etelred l'indecís, rei d'Anglaterra entre el 968 i el 1016, va executar i massacrar immigrants danesos el 1002 en resposta a la invasió d'Anglaterra pel rei danès Sven I. La part més coneguda d'aquest episodi es va conèixer com la "Massacre de St. Bryce". Uns mesos després que Etelred II es casés amb Emma, la filla de Ricard I, duc de Normandia, va ordenar matar els danesos que vivien al nord i l'est d'Anglaterra en resposta a l'atac de l'Sven I. Alguns historiadors creuen que la massacre no es va dur a terme per destruir tots els immigrants danesos al Regne Unit, sinó només per eliminar aquelles tropes daneses que encara no havien sortit del Regne Unit després de pagar el seu rescat el primer any. Gwenhild, la germana de Sven I, la seva dona Palig i els seus fills van ser assassinats en la massacre. Aquestes massacres van continuar fins al 1013, quan Anglaterra va ser conquerida per Sven I. Després d'aquesta derrota, Etelred II va fugir a Normandia, i després de la mort de l'Sven, el 1014, tornà a Anglaterra i reclamà el tron.

### La conquesta de Mallorca per Jaume el Conqueridor

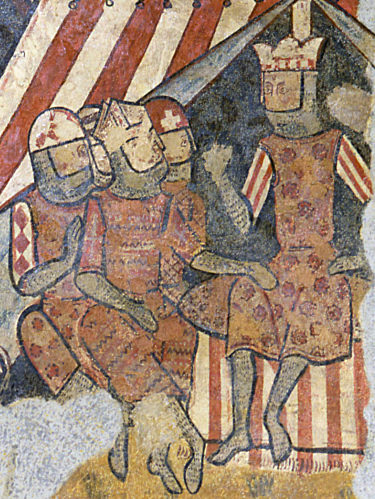
El rei en Jaume amb els magnats, a les portes de Mayūrqa, segle XIII

Les Corts de Barcelona, el 23 de desembre de 1228, aproven la conquesta de Mallorca, i es pactaren les condicions del projecte:
- L'objectiu era l'annexió de totes les illes.
- Les terres i riqueses obtingudes es repartirien entre els magnats segons la seva aportació a l'expedició en cavalls i homes armats.
- Les porcions de terra se cedirien, segons els costums de Barcelona, sota la sobirania del rei. Els que obtinguessin una porció podrien disposar-la segons el seu arbitri.
- En principi el projecte era obert a tots els súbdits de la Corona d'Aragó però posteriorment es modificà per fer-lo obert a la Cristiandat.

La negativa de les Corts del Regne d'Aragó a finançar la croada limità la participació de la noblesa aragonesa a les tropes de la Casa del Rei d'Aragó.
El 15 de setembre començà el setge, i el 31 de desembre es conquereix Madina Mayurqa. El darrer valí musulmà de Mayurqa, Abu-Hafs ibn Sayrí fugí vers les muntanyes on reuní 16.000 supervivents a la massacre que seguí a la caiguda de Madina Mayurqa. La insurgència mayurquina es fortificà als castells d'Alaró, Pollença, Santueri, així com a la Serra de Tramuntana.
El 1231, durant la segona expedició de Jaume el Conqueridor sobre Mallorca, i després de la mort de Abu Hafs ibn Sayrî i els seus sis mil homes, s'optà per tractar la rendició, de manera que els sarraïns que s'acollissin al tracte tindrien dret a poblar les terres que s'havia expropiat el rei (medietas regis). Prop de 2.000 sarraïns mayûrquins es negaren a retre's en aquestes condicions i es van refugiar al castell de Pollença, que fou assetjat. Uns 3.000 supervivents es van refugiar al poblat d'Almallutx, a la serra de Tramuntana en condicions molt precàries i van negociar infructuosament amb els cristians de Sóller.
El 1232 va acabar la conquesta de l'illa, tot i que alguns resistents encara van refugiar-se en coves a les muntanyes, on foren caçats gradualment per ser venuts com a esclaus, fins que el 1240 es va donar per acabada la resistència.

### Expulsió dels jueus d'Anglaterra

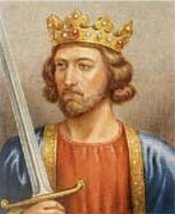
Eduard I, rei d'Anglaterra, va ordenar l'expulsió dels jueus.

La pressió sobre la comunitat jueva a Anglaterra va augmentar després de l'ascens d'Eduard I al tron. El principal motiu o excusa d'aquestes pressions era seguir les normes de l'església catòlica. Hi hagué un augment de la discriminació entre jueus i cristians, així com la pressió sobre els jueus per convertir-se al cristianisme.
El 1275, Eduard I va emetre un decret sobre els jueus d'Anglaterra. L'objectiu era que els jueus ja no podien fer de prestadors, en considerar-se un acte d'usura contrari a les lleis de l'Església. Cal destacar que el préstec dels jueus abans d'aquest decret no només no estava prohibit, sinó que també comptava amb el suport del govern. Com que a més dels ingressos dels jueus moltes activitats econòmiques estaven lligades al sistema de préstecs, la prohibició va tenir moltes implicacions i causà recessió econòmica.
Per un altre costat, a mitjans de la dècada de 1280 s'establí que els jueus que es negaven a fer-se cristians havien de lliurar totes les seves possessions al tresor reial. Però els jueus convertits al cristianisme podien conservar la meitat de la seva propietat. Alguns jueus van desobeir aquesta ordre i van començar rebel·lions contra els jueus cristianitzats, com ara a Oxford. Finalment, el 18 de juliol de 1290, l'Eduard I va ordenar que tots els jueus que es neguessin a convertir-se al cristianisme havien d'abandonar Anglaterra abans del novembre d'aquell any.

### Expulsió dels jueus de França

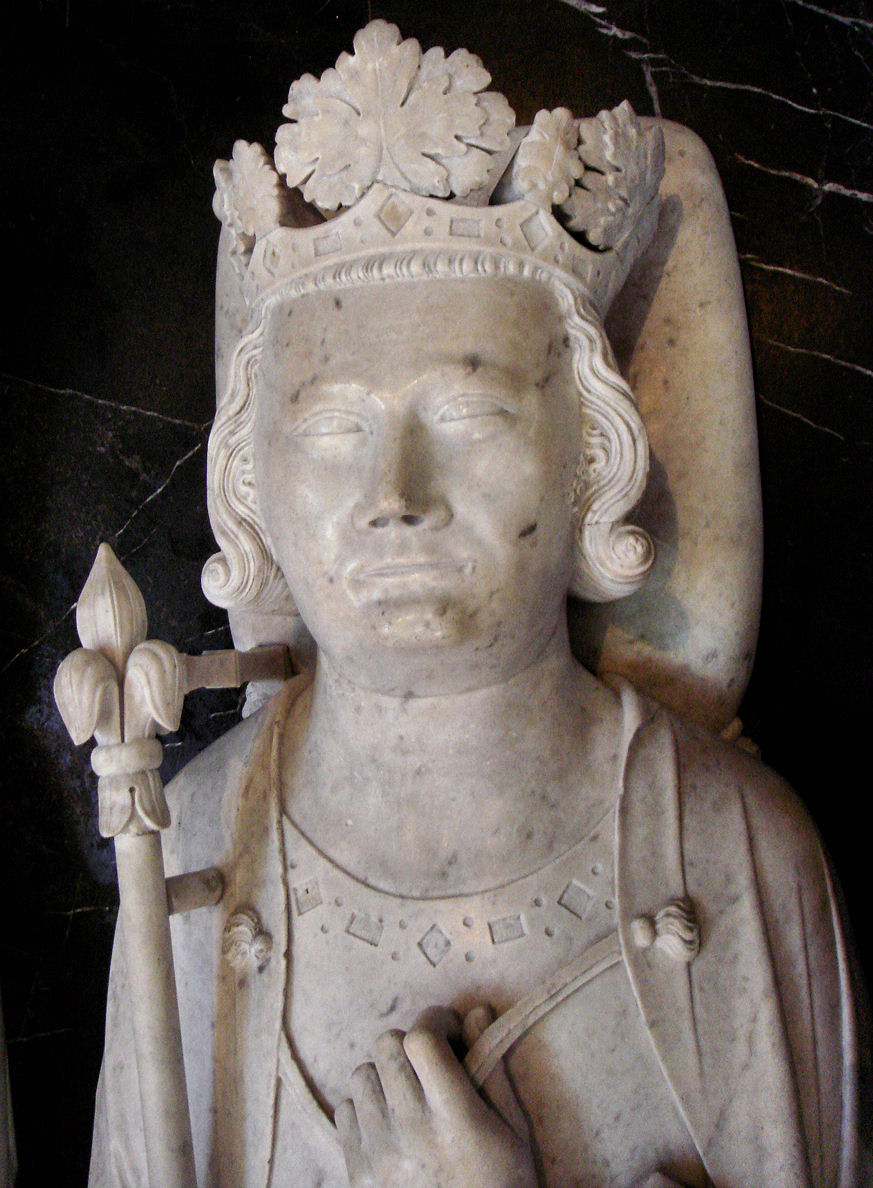
Estàtua de Philippe IV, rei de França, que va expulsar els jueus del seu regne.

Molts jueus britànics van emigrar a França després de ser expulsats per Eduard I. L'aleshores rei de França, Felip IV, s'enfrontava a moltes dificultats financeres a causa de la guerra amb els flamencs i dels problemes provocats per la caiguda de la moneda. Va decidir apoderar-se de propietats jueves per superar aquests reptes financers. Basat en les tradicions feudals medievals així com en el suport de l'Església catòlica romana, aquest acte del rei era perfectament acceptat (El 1215, per exemple, el papa Innocenci III convocà un Concili de l'Església de Roma per prohibir la vida, el treball i el comerç entre jueus i cristians). El 22 de juliol de 1306, centenars de milers de jueus van ser arrestats sobtadament i obligats a acceptar només una petita part dels seus béns. Aleshores se'ls va donar un mes per marxar de França. No obstant això, molts no van abandonar França fins a l'octubre d'aquell any per completar el procés de desamortització. Després de l'expropiació dels béns dels jueus, tots els seus béns van ser subhastats i la recaptació es va destinar al tresor de Felip IV.

### Expulsió dels jueus d'Espanya

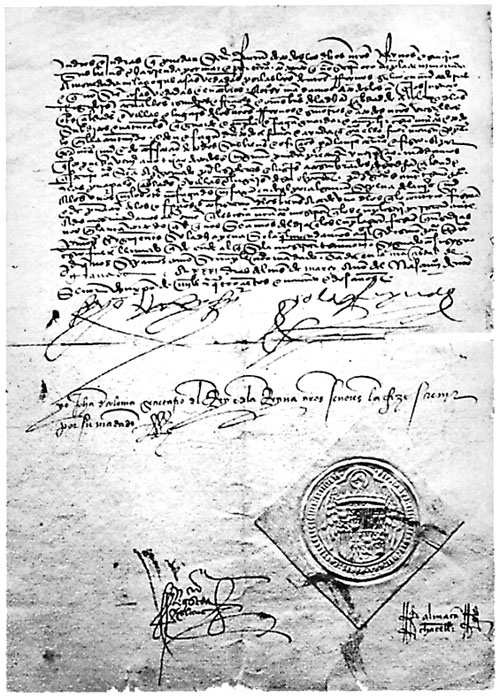
Una còpia signada de l'ordre d'expulsió d'Espanya anomenada Decret d'Al Hamra.

El 1492, Ferran II i la seva dona Isabel I van decidir eliminar els obstacles als seus objectius polítics d'unir els seus regnes i governar tot Espanya sobre la teoria d'una "Espanya plenament catòlica i unida". Amb aquesta finalitat, van depurar les poblacions musulmanes i jueves de la península Ibèrica. Val a dir que la història de l'assentament jueu a Espanya es remunta a l'Imperi Romà. Abans de la seva expulsió d'Espanya, els jueus van ser durant segles un dels actors econòmics més importants i els més importants consellers i metges de l'aristocràcia i dels reis espanyols.
La lluita, la sospita i la persecució dels jueus van portar molts a convertir-se al cristianisme al segle XV. En aquella època, la idea d'aconseguir una Espanya plenament catòlica era estesa a les elits. El 1480, els fanàtics catòlics espanyols aconseguiren que s'establissin tribunals inquisitorials amb amplis poders per exterminar les restes jueves o altres elements distorsionadors de la Fe (suposada bruixeria, etc).
Tanmateix, una combinació de les sospites d'Isabel i Ferran, les pressions dels cristians fanàtics, i probablement també una possibilitat d'enriquiment amb l'espoli dels bens jueus, van portar a l'expulsió dels jueus el 31 de març de 1492. Segons aquest decret, els jueus havien de convertir-se al cristianisme o bé abandonar Espanya. El decret va estar vigent fins al 1968, quan va ser derogat formalment pel dictador Francisco Franco.
Els jueus expulsats formaren important comunitats a diferents punts de la Mediterranea, però també als Països baixos. En el cas dels jueus procedents de la Corona castellana, eren els sefardites, i els de la Corona aragonesa, els catalaní / katalamim. Eren comunitats separades i amb regulacions diferents, però amb el pas del temps, pel menor pes demogràfic els katalanim acabaren diluint-se en la comunitat sefardita.

### Expulsió dels moriscs d'Espanya

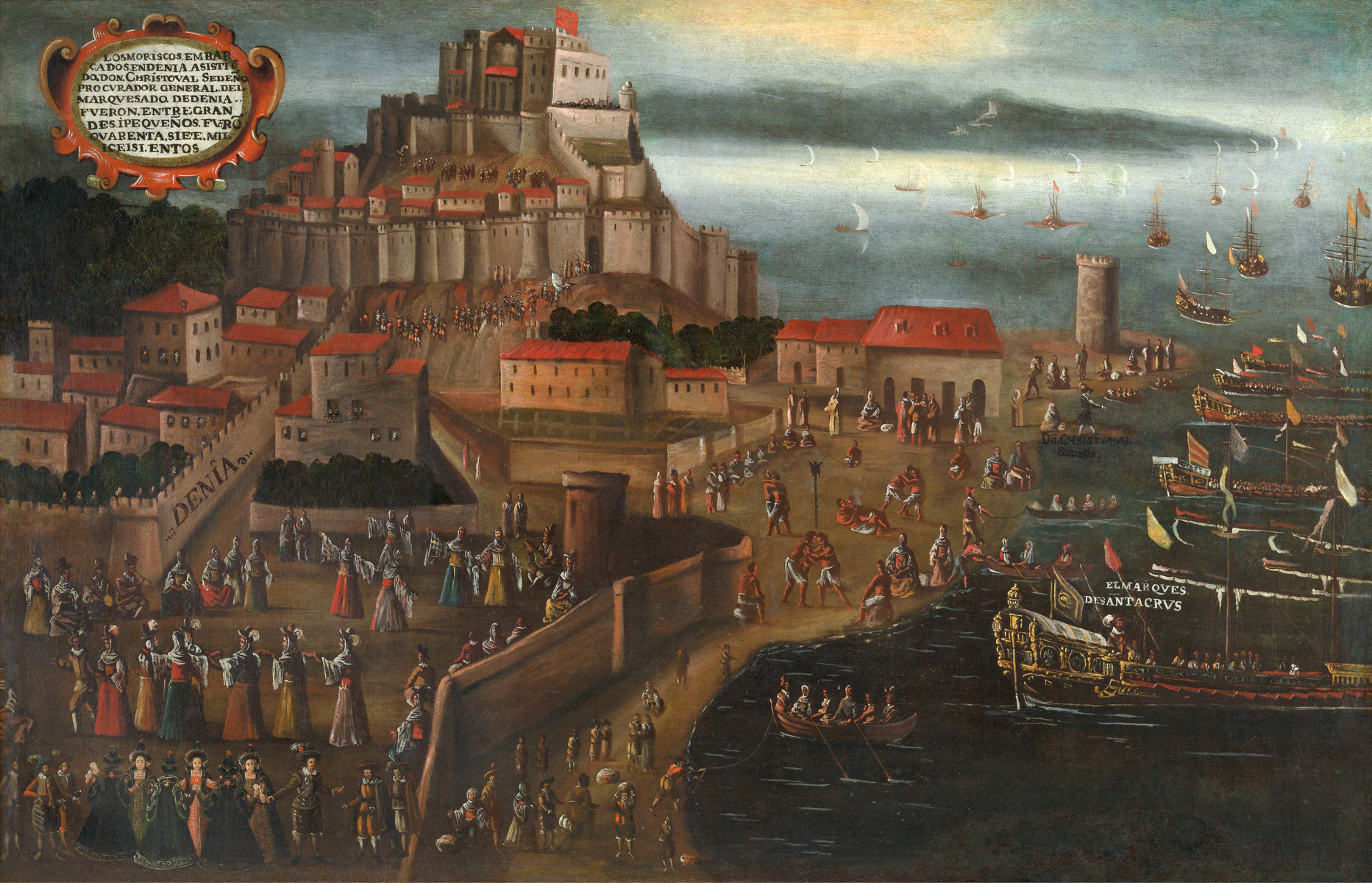
Una pintura de l'expulsió dels moriscs d'Espanya, el port del món, de Vicente Mestre

Després de la definitiva conquesta de l'Al Andalus, per part del Ferran II, el 1492, fins a la seva expulsió completa el 9 d'abril de 1609 per ordre de Felip III, els moriscs van viure molts alts i baixos, atesa una creixent marginació social.
Després de la caiguda de l'últim regne musulmà a Espanya, l'Emirat de Granada, la unificació religiosa dins els regnes espanyols esdevé un objectiu dels governants cristians. Una combinació de discriminació contra els musulmans, les sospites morisques d'ajudar els enemics d'Espanya, especialment l'Imperi Otomà, i altres pressions religiosos-culturals, com la prohibició de la llengua àrab, els ritus religiosos islàmics i l'ús forçat de roba europea, van provocar revoltes musulmanes, reprimides durament pel Felip II.
Com amb els jueus, tingué lloc una pressió creixent vers l'expulsió, no només per intolerència social i religiosa, sinó tambér per la cobdícia vers les propietats dels moriscs. Cal considerar que Castella no tenia prou diners per a mantindre els conflictes en que estava ficada, com ara al Països Baixos, i, tot i les riqueses espoliades a Amèrica, anava de fallida en fallida (el 1557, el 1575, el 1596, i el 1607, i anava de cap a una altra, el 1627).
Per tot plegat, l'abril de 1609 es decretà l'expulsió dels moriscs al nord d'Àfrica. A més de la limitació temporal, i les restriccions a endur-se riqueses, molts moriscs van perdre la vida, de camí o arribats a l'exili al nord d'Àfrica.

### Genocidi de la població de les Illes Canàries
Abans de la conquesta d'Amèrica, el destí dels indígenes guanxes a les illes Canàries anticipà el patró d'expansió europea d'extermini físic, destrucció cultural, i col·lapse ambiental. Així, l'aniquilació de les societats aborígens de l'arxipèlag canari, comunitats de parla amazic, representa el primer genocidi colonial d'ultramar de l'Europa moderna. El procés de destrucció social, iniciat pels traficants d'esclaus europeus a la primera meitat del segle xiv, fou continuat per conqueridors i colons espanyols al segle XV. A més de la violència massiva contra els guanches, i l'esclavitud i deportació gairebé total de les poblacions insulars, es va confiscar gairebé tota la terra. La violència sexual i l'ús de tàctiques de terra cremada també foren habituals. La població indígena restant patí una repressió cultural que acabà d'extingir la seva forma de vida.

### Desplaçaments forçats de l'Imperi Otomà i Rússia
L'Imperi Otomà va adoptar una política anomenada Surgun per a determinats col·lectius. Aquests desplaçaments difereixen de la neteja ètnica moderna en la motivació. Els governants perseguien objectius més estratègics i econòmics. Des dels primers anys de l'imperi, els funcionaris otomans van traslladar amb freqüència els musulmans (la majoria seminòmades) cap a l'oest per enfortir les seves fronteres a Europa. L'objectiu d'aquestes reubicacions era principalment convertir poblacions independents en poblacions lleials i útils per al soldà.
L'Imperi Otomà també es va beneficiar de la migració forçada per desenvolupar la població de Constantinoble després de la conquesta de la ciutat el 1453. Per exemple, el soldà Mehmet II va deportar els jueus a Constantinoble.
Al s. XVIII, l'Imperi rus i l'Imperi otoma van acordar també desplaçaments demogràfics, en virtut del "Tractat de la petita cainargia" celebrat entre els dos governs després de la victòria rusa contra els otomans, el 1774. Rússia, a més de les concessions que va obtenir, també va obtindre el dret a protegir el poble cristiano ortodox dels Balcans. En contraposició, els otomans van obtenir el dret de traslladar una gran part de la població musulmana sota el domini rus. Així, grups de musulmans russos com els "Circassians", els "Ubikhs i els "Tàtars" van ser desplaçats a Anatòlia.
Per raons estratègiques, l'Imperi Rus també va desplaçar els musulmans tàtars de Crimea i els va mantenir allunyats de les fronteres de la guerra. Així, al llarg d'un segle, Crimea es va buidar de la població tàrtara.

### La Gran Batuda
La Gran Batuda, també coneguda com a Presó general de gitanos, va ser una persecució autoritzada pel rei d'Espanya Ferran VI i organitzada en secret pel marquès de l'Ensenada que es va iniciar de manera sincronitzada en tot el territori espanyol el dimecres 30 de juliol de 1749, amb l'objectiu declarat d'arrestar i d'«extingir» tota l'ètnia rom del regne.

## Colonialisme i neteja ètnica
El colonialisme europeu es basà en dos maneres de fer, per un costat la conquesta militar dels regnes que hi pogués haver, i per l'altre el concepte de «enlloc» o de «terra sense propietaris». Sobre aquesta darrera base, era permés ocupar les terres de totes les tribus i pobles que no poguessin documentar per escrit la seva propietat de les seves terres. Això va provocar l'expulsió de grans col·lectius de les seves terres ancestrals.
Tot i que la conquesta de pràcticament totes les colònies europees, com ara Mèxic, Austràlia o els Estats Units, va ser brutal, només unes poques van anar acompanyades d'una neteja ètnica.

### Destrucció del Taino
Els tainos, de la tribu Arawak, van ser les primeres persones que Cristòfor Colom va trobar a l'Hispaniola, l'actual Haití. Encara que els espanyols van ser ben rebuts pels tainos, no va passar gaire temps abans que els nouvinguts europeus comencessin a dominar-los i a destruir-los de diverses maneres.
L'esclavatge, les massacres, els assassinats brutals, i àdhuc suïcidis massius per l'opressió dels immigrants, acompanyant les malalties dutes pels europeus, causaren que a darrers del segle XVI no restès cap membre d'aquesta tribu.

### Desplaçament forçat d'indis a l'Amèrica del Nord

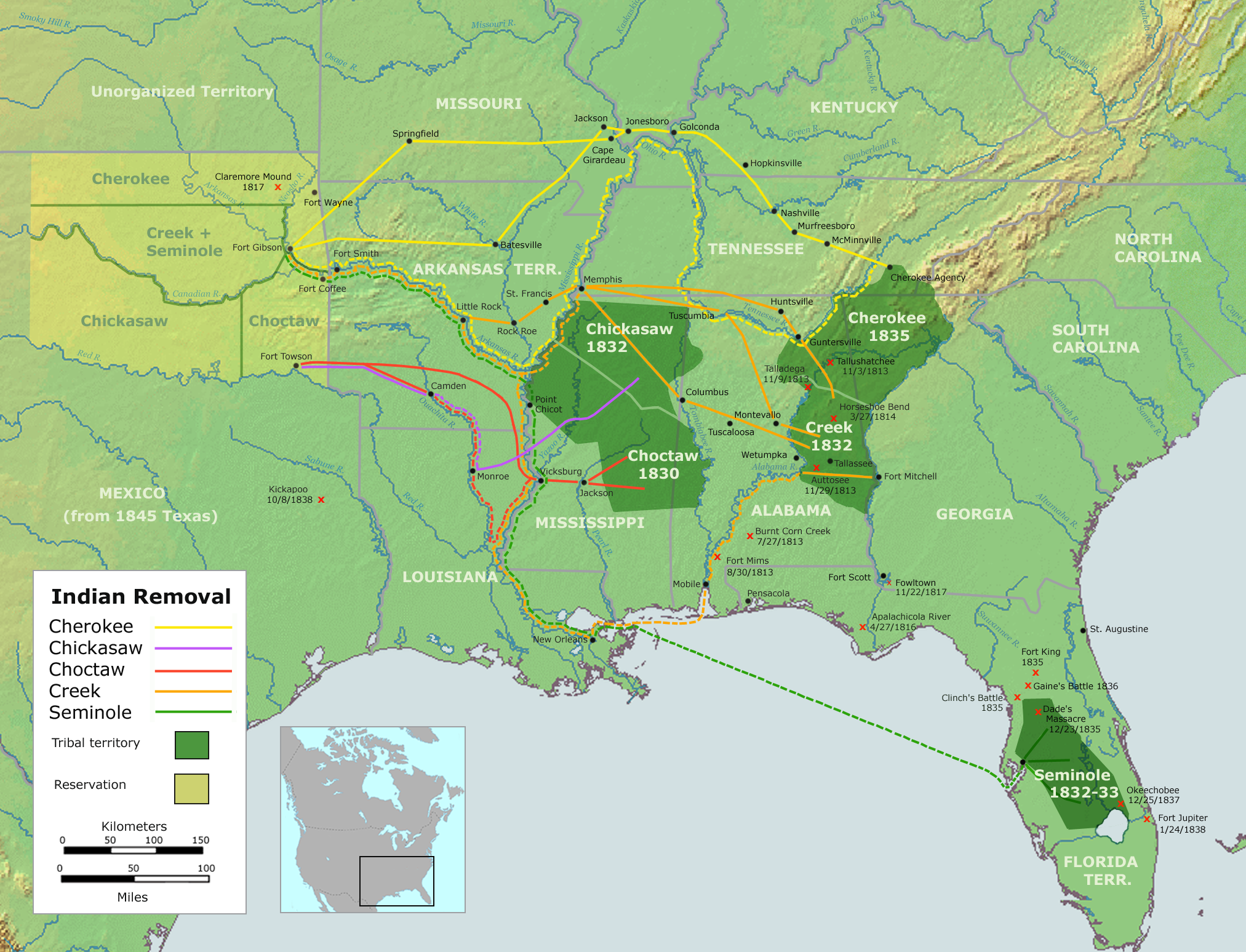
Rutes de moviment de les tribus índies al.

El desplaçament forçat d'indis per part d'immigrants blancs a l'Amèrica del Nord en general i els Estats Units en particular, durant els segles xviii i xix, és considerat una neteja ètnica.
Segons en Michael Mann, des del punt de vista dels immigrants europeus, els indis eren incivilitzats, salvatges i separats dels immigrants civilitzats, i això en justificava la separació ètnica. Segons Thomas Jefferson, "Si un dia estem obligats a enfrontar-nos a una tribu, mai no ens aturarem fins que aquesta tribu sigui completament aniquilada". Ara bé, tot i que el gruix dels immigrants europeus no es barrejava amb els nadius, fossin amics o hostils, a les zones frontereres els dos grups comerciaven, i la barreja donà lloc a identitats mixtes complexes.
Els immigrants europeus no tenien una política general d'assassinat o deportació dels indis, sinó que actuaven sobre grups de nadius específics. En qualsevol cas, la combinació de diversos processos va provocar l'èxode dels nadius americans de grans àrees d'Amèrica del Nord.
La signatura de tractats i la compra de terres eren sovint la manera més eficaç d'adquirir terres indígenes. Però també es va utilitzar la força i les amenaces per expulsar els indígenes. La política d'eliminació dels indis per part del govern dels EUA a la dècada de 1830, que incloïa l'eliminació de la tribu Cherokee, va ser una combinació de força (operacions militars) i accions legals.
Després de la reubicació de la majoria de nadius de l'est dels Estats Units, el govern dels EUA també va restringir la resta de la població índia a àrees específiques per a l'ús dels nadius americans. Aquest tipus de neteja ètnica reconstruir els mapes ètnics dels Estats Units.

### Genocidi dels herero i namaqua

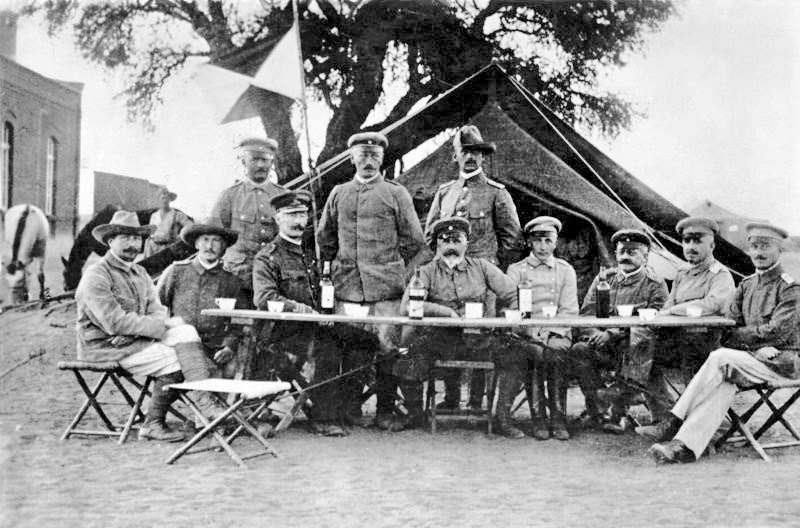
Estat major alemany durant el genocidi dels hereros, 1904

El genocidi herero i namaqua va ser una campanya d'extermini racial i càstig col·lectiu que l'Imperi Alemany va dur a terme a l'Àfrica Sud-occidental Alemanya (actualment Namíbia), contra els pobles herero, nama i san. És considerat el primer genocidi del segle xx. Va tenir lloc entre el 1904 i el 1907, en el marc de les Guerres Herero.
La primera fase del genocidi es va caracteritzar per la mort global per fam i deshidratació a conseqüència de la privació, per part de les forces colonials alemanyes, de que els herero en retirada abandonessin el desert del Namib. Un cop derrotats, milers de herero i names van ser empresonats en camps de concentració, on la majoria van morir per malalties, l'abús de les autoritats o de cansament.

### Neteja ètnica a l'illa de Diego Garcia

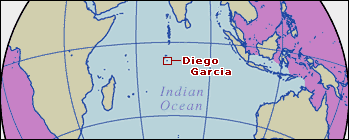
Diego Garcia a l'oceà Índic.

Potser la darrera de les neteges ètniques colonials va tenir lloc a l'arxipèlag de Txagos, una colònia britànica a l'oceà Índic. Situat a 2.000 km al nord-est de Maurici i a 120 km de les Maldives, aquestes illes de corall van ser declarades part de Maurici per França, potencia colonial de Maurici. Posteriorment les van conquerir els britànics.
El 1965 el Regne Unit escindeix l'arxipèlag Txagos de l'illa Maurici, i les illes Aldabra, Farqhuar i Desroches (o Des Roches) de les Seychelles per a constituir el Territori Britànic de l'Oceà Índic, i posteriorment, el 1966, arrenda l'arxipèlag als Estats Units.

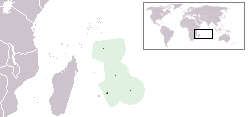
Localització de Maurici a l'oceà Índic.

Després de l'arrendament tots els Îlois de l'illa Diego Garcia, la més gran de Txagos, van ser expulsats a l'illa Maurici i altres, com Agalega, a canvi d'una compensació per a les Maurici. Però els Îlois, que no van rebre cap compensació directa, es van negar a acceptar-ho. Finalment, el 1982, Gran Bretanya va acceptar pagar un altre rescat de menor valor.
Abans de la neteja, a les Txagos hi havia una població d'uns 2.000 habitants d'orígens diversos (àrab, francès...), que feia unes cinc generacions que hi vivien.
Finament, abans de la independència de Maurici, el 1968, Gran Bretanya va separar de l'arxipèlag de Txagos de Maurici i els va annexionar a les Seychelles.

## Neteja ètnica al segle XX
Des de finals del segle XIX es van produir tres onades de neteja ètnica moderna. Aquestes tres onades van canviar el mapa religiós-racial de la majoria dels països d'Europa central i oriental, i Àsia occidental, creant societats estatalment/nacionalment més uniformes.
Una característica comuna d'aquests fets és que els seus autors s'han mostrat repetidament com a "dretans" al·legant que ells mateixos eren, de fet, les víctimes de grups objectiu. Els perpetradors empren un discurs que refereix tensions ètniques o religioses a llarg termini quan descriuen les víctimes i, en general, condueix a la neteja ètnica després d'un període d'extremisme.
En alguns casos, el discurs extremista condueix directament al genocidi, però en d'altres, la neteja ètnica s'utilitza com a objectiu desitjable per eliminar un grup descrit com a perillós.

### Abans de la Primera Guerra Mundial
El col·lapse de l'Imperi Otomà, els anys 20 del segle xx, així com el creixement dels nacionalisme agressius, especialment als Balcans, van provocar conflictes, desplaçaments i purgues a la regió. Com a resultat, un gran nombre de bosnians, búlgars, kurds, armenis, pomaks, circassis, grecs, tàrtars i turcs van ser desplaçats.
Després de la derrota de l'Imperi Otomà i la pèrdua de grans parts d'Europa a la Primera Guerra dels Balcans de 1913-1913, es va iniciar la neteja ètnica contra els musulmans que vivien a Bulgària i Macedònia, que va incloure amenaces i atacs violents. El resultat va ser una disminució de la població musulmana en aquestes zones. Aquesta neteja ètnica es va intensificar durant la Primera Guerra Mundial (1914–1818) i poc després.

### A la Primera Guerra Mundial.
Durant la Primera Guerra Mundial, els imperis rus i otomà van obligar a emigrar a grups que pensaven que no eren lleials, i alhora les migracions forçades a l'Imperi Otomà també van provocar un genocidi.

#### Els genocidis dels turcs otomans

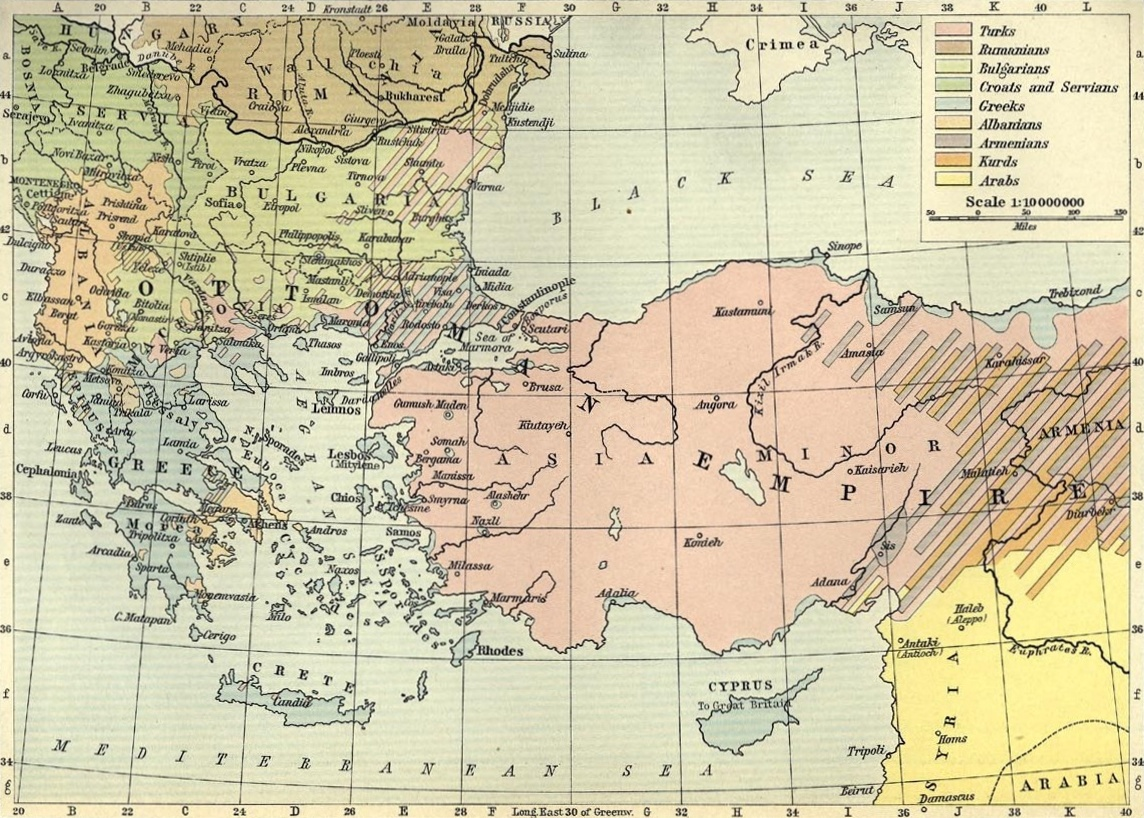
Les parts armènies orientals de l'Imperi Otomà van ser netejades racialment pels turcs.

Després d'arribar al poder a l'Imperi Otomà el 1908, el moviment dels Joves Turcs va originar una gradual tendència pantúrquica. L'Imperi havia perdut la majoria dels territoris europeus sota el seu control, i ells volien reconstruir un imperi de gran abast territorial. Com a resultat, els joves turcs van proposar derrotar l'Imperi Rus per ampliar les seves fronteres cap a l'est i annexionar les regions de parla turca del Caucas i Àsia central. Alhora volien conquerir totes les terres turcomusulmanes, segons la doctrina pantúrquica, i crear un estat uniètnic otomà.

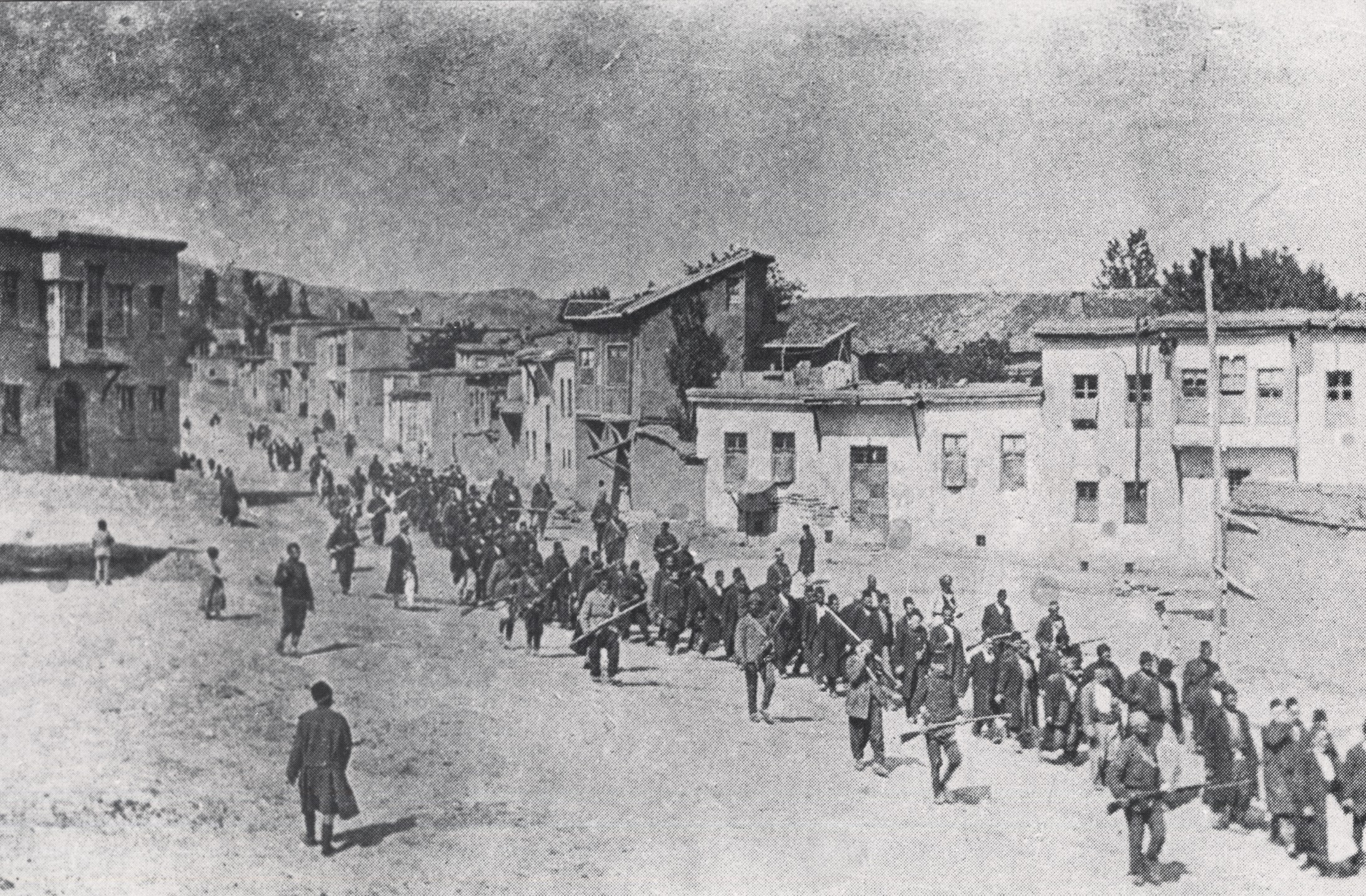
Grup de civils armenis deportats durant el Genocidi armeni.

En conseqüència, els turcs otomans van començar a netejar les zones no turques de l'imperi. En aquest sentit, els armenis, la major minoria, així com el separador geogràfic de les regions de parla turca del Caucas i els turcs otomans, van ser víctimes del primer genocidi del segle xx. I també, altres grups ètnics, com els grecs i els cristians assiris, van ser massacrats de la mateixa manera.

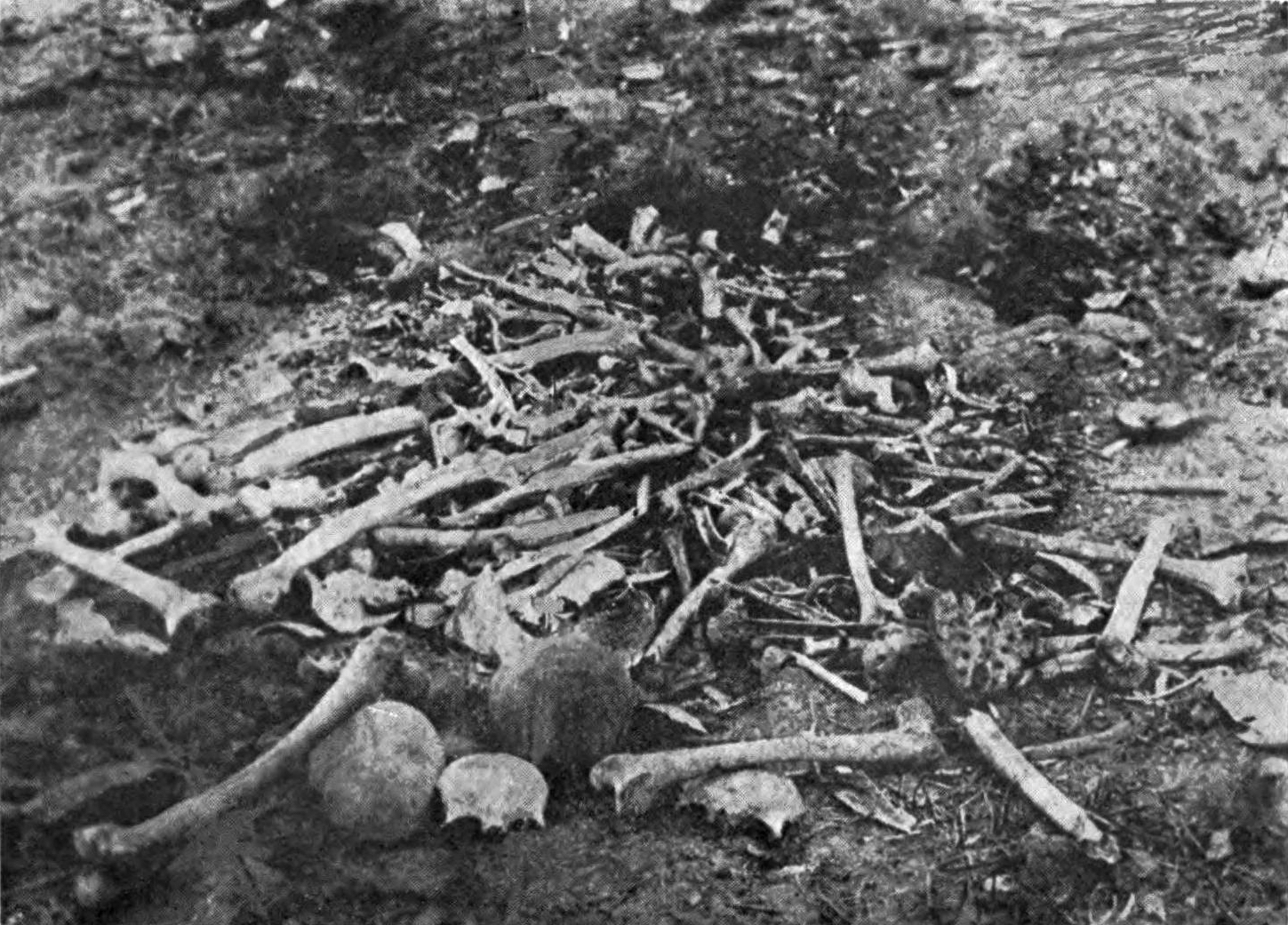
Restes de cossos armenis trobats a Arzanjan.

Abans de la Primera Guerra Mundial el soldà Abdul Hamid II ja havia atacat als armenis, però l'envergadura de la massacre dels armenis per part dels joves turcs durant la Primera Guerra Mundial va ser esfereidora. Entre 1915 i 1917, el govern otomà, llavors governat per joves turcs, va massacrar i netejar la població civil armènia i assiria a les parts orientals de l'imperi.
Abans que comencés el genocidi, els turcs otomans, amb una propaganda generalitzada, van intentar retratar els armenis i els assiris com a traïdors al país i aliats de l'Imperi rus en la guerra contra els otomans.

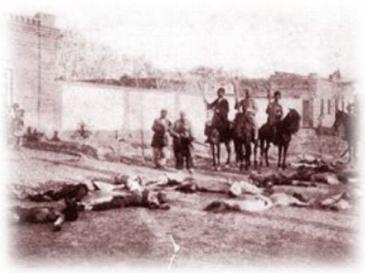
Cossos de cristians assiris

En aquesta purga, a més de les detencions i execucions, el govern otomà va deportar homes, dones i nens armenis de les seves llars i ciutats, i va imposar llargues marxes cap als deserts de Síria i el Mediterrani sense accés a aigua i aliments, a més de patir violència i vexacions, i assetjament sexual durant el camí. En pocs anys, el govern otomà va evacuar grans àrees de la part oriental de l'imperi, causant alhora entre un milió i mig milió de morts de diverses maneres.
Emprant els mètodes anteriors, els turcs otomans també van destruir la comunitat de cent a cent cinquanta mil assiris. Els turcs otomans fins i tot van envair el nord-oest de l'Iran a principis de 1915, ocupant i saquejant el col·lectiu assiri a la regió. El gener de 1915, després que l'exèrcit tsarista es retirés d'Urmia, soldats turcs, juntament amb grups armats kurds, ocuparen la zona i assetjaren i mataren als assiris iranians.
Com a exemple hi ha el cas de l'assalt, saqueig i destrucció del poble de Golpashan, el poble assiri més gran i ric d'Urmia. Tenia una població d'uns 2.500 habitants, i en restaren menys de dos-cents. Al poble d'Haftavan, 750 persones van ser decapitades. Dones i nens esdevingueren presoners, amb sorts diverses.
Uns 25.000 assiris iranians aconseguiren salvar-se refugiant-se al sud del Caucas.

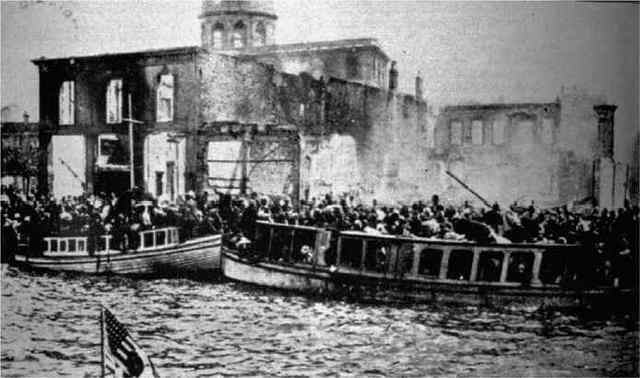
Els ciutadans grecs intenten arribar als vaixells aliats per escapar de la massacre d'Esmirna (1922). Foto presa des d'un vaixell de guerra dels Estats Units.

A més de les netejes ètniques que duia a terme l'Imperi Otomà durant el seu enfonsament, la Primera Guerra dels Balcans i la Primera Guerra Mundial, així com l'auge del panturquisme entre els líders otomans, i els moviments nacionalistes als Balcans i a l'Europa de l'Est, els turcs otomans van començar a desplaçar i matar la població jònica, coincidint amb la invasió grega de Turquia que originà les guerres greco-turques (1919–1922).
Durant la guerra i després de la victòria dels nacionalistes turcs el 1922, molts grecs es van veure obligats a emigrar. Sota el Tractat de Lausana, els grecs van ser deportats a Grècia, i el criteri era si la religió era turca o grega, no el sentiment de pertinença nacional. En aquella època, els grecs vivien majoritàriament al nord de l'Anatòlia, Pentus, Terrace i l'Egeu. A Esmirna, abans de la guerra, els grecs constituïen la meitat de la població de la ciutat.
A part de la deportació al final de la guerra, durant el conflicte hi hagué massacres contra les poblacions greges. Els turcs otomans van forçar l'exili, llargues caminades sense accés a aigua i menjar, sota l'assetjament dels oficials turcs a un gran nombre de grecs que vivien a l'Anatòlia.
La reubicació forçada i les dificultats que patiren els immigrants ho van convertir en una neteja ètnica.
A més dels genocidis perpetrats contra els grups cristians d'Anatòlia, la dictadura dels Joves Turcs també va dur a terme deportacions massives d'àrabs, i especialment de kurds, des d'Anatòlia oriental a Anatòlia occidental, en vistes a assolir una ràpida i completa turquització lingüística, ètnica i cultural de les poblacions musulmanes no-turqueses d'Anatòlia, al mateix temps que es procedía a assentar massivament a refugiats musulmans procedents dels Balcans i el Caucas a les zones buidades de kurds i àrabs. Malgrat que l'objectiu era, a diferència dels casos armeni i grec, merament la deportació i en cap cas l'extermini, les deportacions es van fer en condicions extremadament precàries. L'any 1916, 300.000 kurds van ser massivament deportats des de les localitats de Bitlis, Erzurum, Palu i Muş vers Konya i Gaziantep durant l'hivern, amb bona part dels deportats morint-hi d'inanició. Amb la derrota dels Imperis Centrals a la Primera Guerra Mundial, i en conseqüència la caiguda del règim dels Joves Turcs a Constantinople, els pocs deportats que havien sobreviscut van ser encoratjats de tornar a les seves regions d'origen. Emperò, una dècada més tard, el règim kemalista de la nova república turca, el qual no era sinó una transmutació post-otomana del règim dels Joves Turcs, va reprendre les polítiques de turquització i secularització de l'anterior règim a Anatòlia oriental, tot provocant-hi importants insurreccions armades kurdes, entre els anys 1923 i 1934, que van ser cruelment esclafades pel nou règim kemalista, amb desenes de milers de civils kurds sent-hi brutalment assassinats per l'exèrcit, nombroses poblacions sent-hi totalment destruïdes, i centenars de milers de kurds sent deportats forçosament a Anatòlia occidental, al mateix temps que es reprenía l'assentament de refugiats balcànics i caucasians a les regions recentment buidades de kurds. L'etnocidi kurd a Anatòlia oriental de les primeres dècades del segle xx, juntament amb els genocidis armeni, assíri i iazidí del mateix període, ha sigut curosament investigat per l'acadèmic, historiador, professor d'estudis sobre genocidi i sociòleg holandès, d'origen turc, Uğur Ümit Üngör (nascut a Erzincan, Turquía, l'any 1980).

#### Neteja ètnica per part de l'Imperi Rus
Durant la Primera Guerra Mundial, l'Imperi Rus va desplaçar aproximadament una cinquena part dels jueus russos, així com els d'ascendència alemanya, de la zona de guerra.
Els jueus russos vivien a l'anomenada "demarcació jueva", que fou considerada una zona de guerra. Amb aquest pretext es van desplaçar forçosament i executar nombroses persones. El trasllat dels jueus de les zones frontereres va ser facilitat per una severa censura militar i per un ambient antisemita a la societat russa i occidental de l'època, així com per les acusacions contra tots els jueus russos, acusats de complicitat i espionatge per als enemics de Rússia.
La migració forçada s'accelerà amb la retirada de l'exèrcit rus, així com per la devastació causada per la guerra a la demarcació jueva.
L'èxode de jueus va començar el 15 de març de 1915 i va culminar el 3 de maig d'aquell any, quan 200.000 jueus que vivien a Canoe i Corland van rebre ordres d'abandonar la zona en 48 hores. En aquesta neteja, uns 600.000 jueus van ser desplaçats de les seves cases.

### La segona onada
La segona onada de neteja ètnica va tindre lloc al voltant de la Segona Guerra Mundial. Feia dècades que a occident anava quallant un discurs racialista, que als països amb dictadures feixistes (Itàlia, Espanya) o nacionalsocialistes (Alemanya) donà lloc a l'aplicació de biopolítiques eugenèsiques i racistes.

#### Projecte franquista vers els Països catalans
Hi ha controversia entre els historiadors sobre els plans del franquisme vers la població catalana, atès que segons el doctor Franz-Berndt Speicher, professor d'història contemporània de la Universitat d'Hamburg, es tenia intenció de desplaçar-la als territoris del protectorat francès al nord d'Africa, que en Franco volia que en Hitler l'hi cedís, i la repoblació de Catalunya amb gent d'altres llocs d'Espanya. A més de la construcció de l'estat nació espanyol, una altra raó seria profilàctica-eugenèsica vers suposades restes semítiques a la raça que convertia als catalanoplarlants en general, i els catalans en particular, en espanyols degenerats, propensos a "contraure" el separatisme i el comunisme, pertanyents a l'Anti-espanya en definitiva, segons teòrics eugenèsics com en Vallejo-Nàjera.

El matís supremacista/xenofòbic queda patent si llegim el que assenyalen el falangista Maximiano García Venero:
"Podia escoltar-se amb freqüència en uns certs mitjans l'afirmació que Catalunya hauria de ser sembrada de sal. S'arriba a uns nivells tan alts de xenofòbia que ha de ser el propi general Franco qui emeti una ordre per a atallar el genocidi que s'estava cometent"
o en Paul Preston a «L'Holocaust espanyol»:
«Els dies posteriors a l’ocupació de Lleida (…) els presoners republicans identificats com a catalans eren executats sense judici. Qui fos que sentissin parlar en català era molt possible que acabés arrestat. La brutalitat arbitrària de la repressió anticatalana va arribar a tal punt que Franco mateix va haver d’emetre una ordre disposant que s’havien d’evitar els errors que més tard es poguessin lamentar»...«Hi ha exemples de l’assassinat de pagesos per cap més raó aparent que la de parlar català»
La hipotètica intenció franquista d'expulsió dels catalans coincideix en el temps amb la intenció nazi de deportar tots els jueus a alguna regió llunyana, com ara Madagascar, així com els plans nazis de deportació massiva de la població sòraba als districtes miners d'Alsàcia-Lorena per tal de resoldre la "qüestió sòraba" al Tercer Reich.
Fos com fos, atesa la derrota de l'Eix a la segona guerra mundial, s'imposibilitzà la possible deportació de catalanoparlants. Per això, es passà a dur a terme una biopolítica considerada un intent de genocidi cultural contra la minoria nacional catalana. Tingué quatre eixos:
- intensa purga política similar a la de la resta de la població espanyola, però afegint el factor cultural a les raons polítiques
- promoció de l'emigració des d'altres zones d'Espanya
- prohibició de l'idioma català i manifestacions culturals no castellanitzades
- avergonyiment vers la cultura i llengua pròpies, en un procés semblant a la vergonha exercida per França vers els parlants d'occità.

#### L'Alemanya nazi
Mitjançant la migració forçada, l'Alemanya nazi va intentar refer el mapa ètnic de la majoria de les terres d'Europa oriental i central "dominada pels aris". Per exemple, per tal d'augmentar el nombre d'alemanys a l'oest de Polònia, centenars de milers de polonesos van ser expulsats. Més tard a la guerra, Heinrich Himmler va decidir expulsar milions d'eslaus ucraïnesos i russos -russos a l'est, la majoria dels quals no es van materialitzar a causa de la derrota alemanya. I afegida a les deportacions, tingué lloc la solució final contra jueus, gitanos, i altres col·lectius.

#### A la Segona Guerra Mundial

##### Genocidi i neteja ètnica per part d'Alemanya

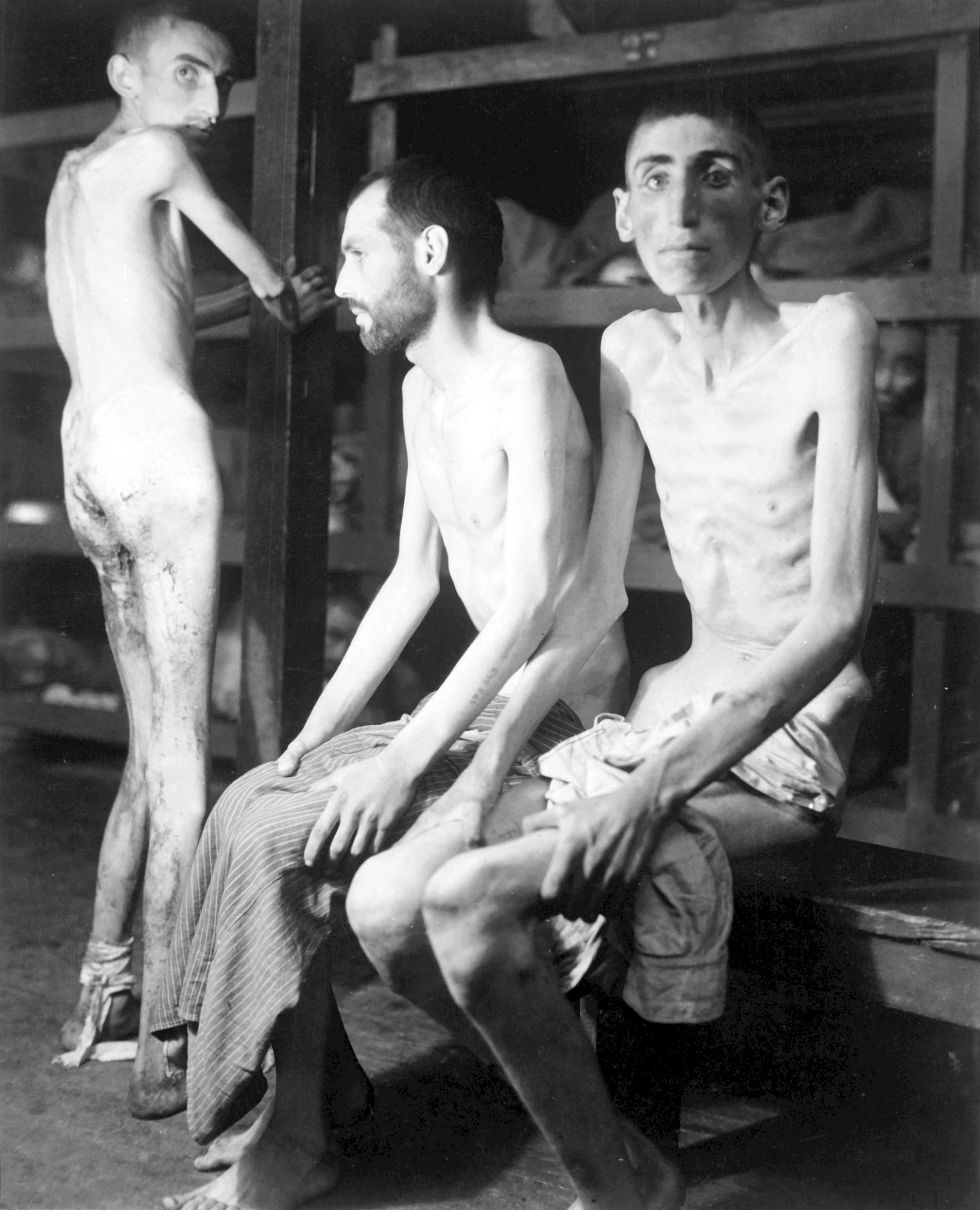
Russos, polonesos i holandesos al camp de concentració de Buchenwald

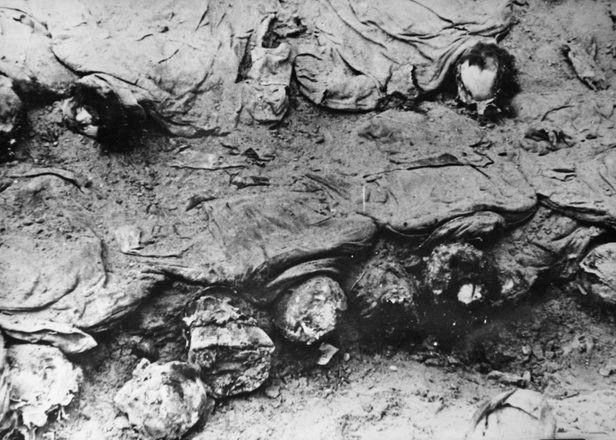
Exhumació d'una fossa comuna relacionada amb la massacre de Khatín, 1943

Amb l'auge del Partit Nacional Socialista Obrer a l'Alemanya, els fonaments del pangermanisme estaven a l'agenda del govern. Un dels components principals de la ideologia nazi era aconseguir "espai vital" a la "nació alemanya" a l'Europa de l'Est. Aquesta idea es va convertir en motor del desenvolupament nazi i de la neteja ètnica a l'Europa Central i de l'Est. Els territoris de Polònia ocupats pels alemanys van ser el primer veritable laboratori per a l'aplicació de la "política de Lebensraum". Mitjançant l'emigració forçada, Hitler va intentar canviar el mapa ètnic de la major part d'Europa de l'Est i Central a un territori dominat per alemanys i dominat per aris. Va planejar deportar 8 milions de no alemanys que vivien a parts de Polònia annexades al Tercer Reich, i alhora els nazis volien expulsar els no alemanys a la resta de Polònia, que van anomenar "estat general". D'aquesta manera, Hitler va expulsar centenars de milers de polonesos per tal d'augmentar el nombre d'alemanys a l'oest de Polònia. Més tard, durant la guerra, Heinrich Himmler va decidir expulsar milions d'eslaus ucraïnesos i russos blancs cap a l'est, però la majoria d'aquests plans ja no es van materialitzar a causa de la derrota dels alemanys.

###### Holocaust
Després de la formació de l'ascens al poder el 1933 del partit nacionalsocialista, amb el nomenament d'Adolf Hitler com a canceller d'Alemanya, la propaganda racista es va estendre. Es va fer una extensa campanya d'odi racial per justificar la deportació o altres mesures vers els jueus europeus.

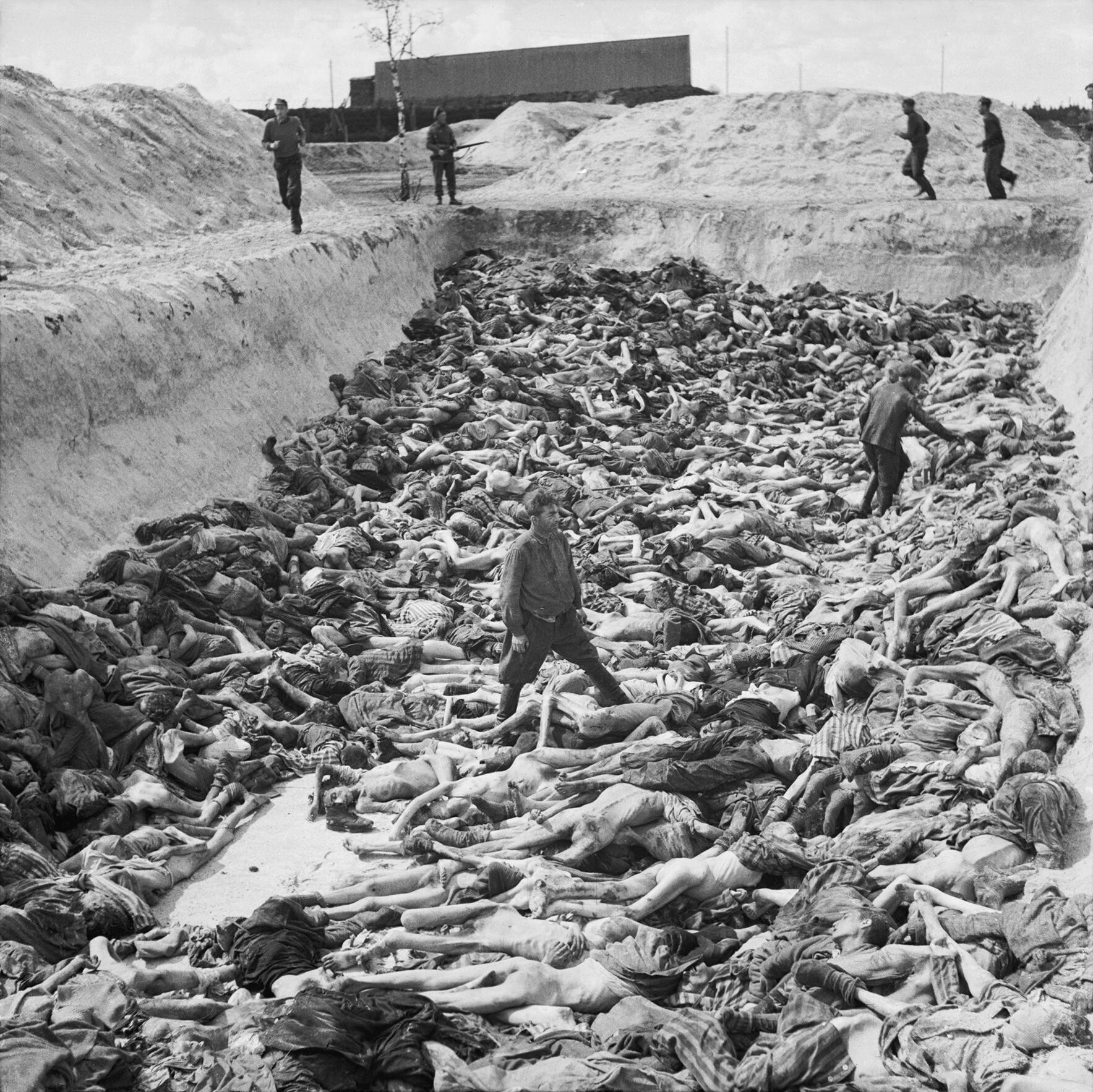
Fosa comuna al camp de concentració de Bergen-Belsen

El genocidi fou la culminació d'un llarg procés que es desenvolupà paral·lelament a la implantació del règim nazi i que tenia com a objectiu la creació d'una comunitat nacional —Volksgemeinschaft— racialment pura. El que Hitler es proposava —i així ho havia anunciat el 30 de gener del 1939— era l'extermini de la raça jueva d'Europa. Si bé la decisió inicial era la neteja ètnica, traslladar els jueus europeus a Madagascar o a parts remotes de Rússia, la seva impracticabilitat va dur els nazis al genocidi mitjançant la "solució final".
En la conferència de Wannsee, 20 de gener de 1942, s'aprovà la «solució final a la qüestió dels jueus» —Endlösung der Judenfrage o endgültige Lösung der Judefrage, escurçat simplement a «la solució final» - Endlösung—. Aquesta solució consistia en l'eliminació física, per mitjà dels treballs forçats, la fam i les cambres de gas, dels jueus (i d'altres «indesitjables») internats en camps d'extermini (Auschwitz-Birkenau, Chelmno, Belzec, Majdanek, Mauthausen, Sobibor i Treblinka).
Així, una combinació d'odi racial, presumpció de culpabilitat, i paranoia va provocar el genocidi dels jueus europeus durant la Segona Guerra Mundial. L'Holocaust es diferencia d'altres neteges ètniques pel fet que l'objectiu general era el genocidi, no la neteja ètnica.
L'estimació històrica del nombre de víctimes jueves és de vora sis milions, encara que els historiadors contemporanis creuen que el nombre se situa entre els 5 i 7 milions. A més cal comptabilitzar altres col·lectius com gitanos, eslaus, comunistes, homosexuals, etc.

##### Neteja ètnica a Romania
Els romanesos també van recórrer a la neteja ètnica contra els jueus durant la Segona Guerra Mundial al nord de Bukofina i Bisarabia. Els acusaren d'ajudar els russos i els van massacrar o expulsar a Transnistria. Els romanesos feien servir la paraula "netejar la terra" quan es referien a les seves accions. De camí a l'exili nombrosos jueus van ser assassinats pel camí, i altres van morir de fam, malalties i fred. Dels 125.000 a 150.000 jueus deportats, només 50.000 van sobreviure a la guerra.

##### Neteja ètnica per part dels soviètics
El 26 d'agost de 1941, en plena Segona Guerra Mundial, l'Alta Comissió Soviètica va emetre un decret de deportació dels alemanys soviètics a Novosibirsk, Amsk, el Territori d'Altai i Kazakhstan sota sospita d'espionatge i sabotatge a favor de l'Alemanya nazi. En aquest decret, l'Alt Consell Soviètic va identificar els alemanys que vivien a la Unió Soviètica com a espies i sabotejadors que esperaven que els nazis assenyalin l'inici del sabotatge antisoviètic. Aquesta va ser la primera ordre de deportació dels alemanys soviètics, que incloïa només els alemanys de la "República Alemanya del Volga". Així, el 7 de setembre d'aquell any, l'Alt Consell Soviètic va emetre un decret ordenant l'abolició de la "República Socialista Soviètica Alemanya del Volga" i l'endemà, 8 de setembre, va ordenar a l'Exèrcit Roig la deportació de tots els alemanys que vivien en territori soviètic. Com a conseqüència d'aquests decrets, una població d'entre 950.000 i 1,2 milions d'alemanys que vivia a la Unió Soviètica va ser deportada o aniquilada.
A més dels alemanys, el govern soviètic també va deportar altres persones que considerava potencialment espies estrangers.
L'octubre de 1939, 1,5 milions de polonesos van ser deportats a Sibèria, i el 1940, els finlandesos d'Ingria a l'oest de Leningrad van ser deportats. Aquestes deportacions van ser fetes sota l'acusació de ser "elements antisoviètics".
Després de la invasió alemanya de la Unió Soviètica, el govern de Moscou també va deportar sis grups ètnics del sud de Rússia sospitosos de col·laborar amb els alemanys. En la primera fase, el febrer de 1943, va deportar 400.000 txetxens. Això va ser mentre l'exèrcit alemany encara no havia entrat al territori txetxè. Després foren 100.000 Ingush, veïns txetxens del Caucas. Al novembre i desembre d'aquell any, 70.000 Qarachays i 100.000 Kalmuks també van ser deportats. Finalment, el maig de 1944, 50.000 balkars i 200.000 tàrtars de Crimea van ser deportats.

Atesa la manca d'avís previ i les males condicions del trasllat als centres de deportació, gairebé la meitat de la població deportada va perdre la vida pel camí.

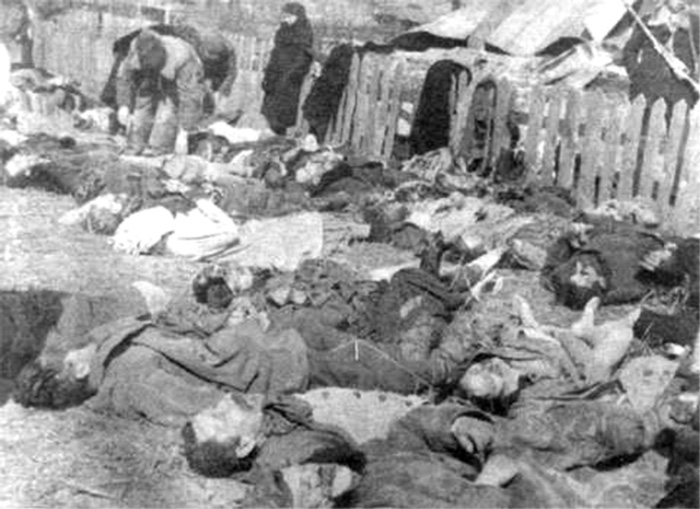
Massacre de polonesos a Volínia el 1943 (actualment part d'Ucraïna). La majoria dels polonesos de Volínia van ser assassinats o van fugir.

##### Netejes ètniques de menor abast
En diverses parts de l'est i el sud-est d'Europa, les polítiques dels nacionalistes locals extremistes van conduir a netejes ètniques locals durant la Segona Guerra Mundial. En són exemples les accions contra els serbis per part del govern feixista croat, o contra els musulmans bosníacs per part de les formaciones paramilitars reialistes iugoslàves anomenades txètniks.
Ucraïnesos i polonesos armats també lluitaren entre ells a les zones on convivien, així com contra els jueus, amb l'objectiu de la neteja ètnica.

#### Després de la Segona Guerra Mundial

##### Deportació d'alemanys

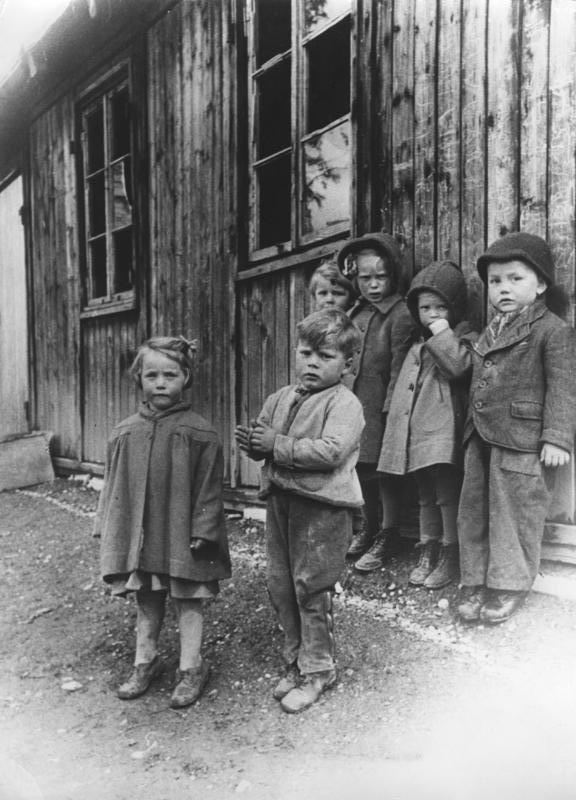
Nens alemanys al camp de refugiats, Alemanya Occidental, 1945

Durant i després de la Segona Guerra Mundial, també es produí un procés de deportació dels alemanys que vivien fora de l'Alemanya.
Per exemple, durant la guerra, la Unió Soviètica enderrocà l'estat alemany autònom del Volga i deportà els seus habitants, centenars de milers de persones, a Sibèria.
Molts alemanys van fugir a Occident per por de ser utilitzats per l'avenç de l'Exèrcit Roig. Molts altres es van veure obligats legalment a abandonar les seves terres històriques en virtut del Tractat de Potsdam.
Després de la guerra, a la Conferència de Potsdam, els vencedors: la Unió Soviètica, la Gran Bretanya i els Estats Units, van permetre a Polònia, Txecoslovàquia, Hongria i Iugoslàvia expulsar els alemanys que vivien al seu territori en virtut d'un acord trilateral. El govern dels Estats Units i el Britànic feren esforços per moderar el procés de deportació alemany davant l'agressió russa. Tot i això, uns 3 milions d'alemanys van ser deportats a Alemanya des dels Sudets i altres zones del nord i l'oest de Txecoslovàquia, i uns 2 milions d'alemanys van ser expulsats d'Hongria, Romania i Iugoslàvia a l'Alemanya continental. Aquests països van acusar els alemanys que vivien al seu país de col·laborar amb els nazis.
També uns 7 milions d'alemanys van ser deportats a l'oest de la línia Oder-Neissa des de zones cedides a Polònia després de la guerra. Els orígens d'aquests exiliats van ser territoris germànics històricament com Silèsia, Pomerània, Prússia Oriental, Prússia Occidental centrats en el port de Gdansk, Brandenburg oriental i altres zones en disputa entre Alemanya i Polònia.
Sota l'acusació d'haver col·laborat amb els nazis, amb raó o sense, es van expulsar entre 12 i 14 milions d'alemanys de la seva residència històrica.
Alhora, uns 2 milions d'alemanys van morir per causes com el fred, la fam, les malalties i la guerra.

##### Expulsió de palestins

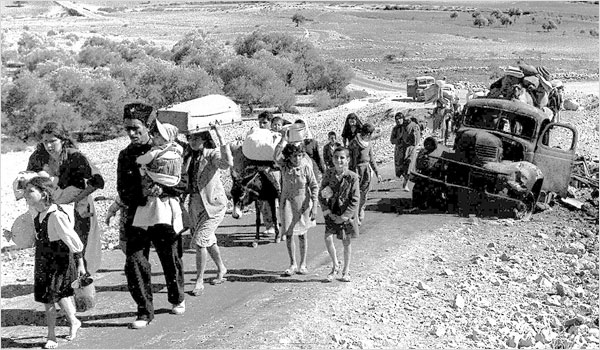
Migració massiva de palestins el 1948

El final del Mandat britànic a Palestina el 1948 va provocar la primera guerra àrab-israeliana i l'emigració i la deportació de 700.000 refugiats palestins pel cap baix. També un petit grup d'àrabs es va quedar a Israel.
Hi ha polèmica sobre els motius d'aquest trasllat i fins a quin punt els sionistes tenien previst expulsar els palestins. Un dels punts centrats és el pla Dalat, que va ser dut a terme per les forces militars sionistes de Haganà contra la població palestina. Els historiadors han ofert dues interpretacions diferents del pla: una operació militar contra els assentaments palestins darrere de les línies jueves, i un pla per expulsar els palestins de les seves llars. Es debat si hi va haver o no des del principi un pla per expulsar els palestins, o si les forces de Hegana es van adonar gradualment que els seus atacs podrien conduir a una neteja ètnica i van aprofundir aquesta manera de fer.

### Tercera onada
La tercera onada de neteja ètnica del segle XX es va produir a principis, mitjans i després del final de la Guerra Freda. Tot i que aquests processos no s'aturaren durant la Guerra Freda, el seu ritme va ser més lent.
La neteja ètnica més important durant la Guerra Freda tingué lloc dutant els violents enfrontaments entre grecs i turcs a l'illa de Xipre i la posterior invasió militar turca, que va provocar la divisió de l'illa en territoris greco i turcs separats. Aquesta divisió es basava en la llengua i l'ètnia dels illencs.
Acabada la Guerra Freda, va tindre lloc una nova onada de netejes ètnices, incloent els genocidis iugoslaus i les neteges al sud del Caucas.

#### A la Guerra Freda

##### Grecs i turcoxipriotes

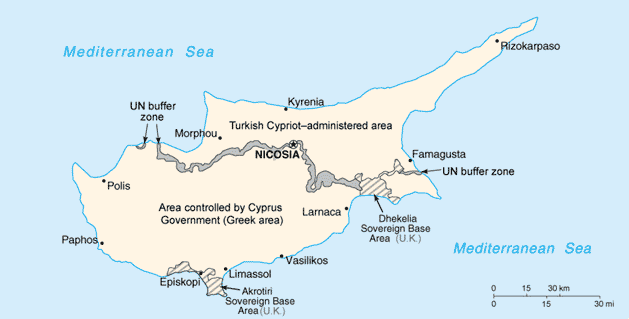
La frontera de les dues parts de Xipre es va convertir en la línia divisòria ètnica de l'illa.

La Constitució de Xipre, escrita després de la independència de Gran Bretanya, afirmava que l'administració del país es basaria en la cooperació i la divisió del poder entre els turcs i els grecs. Però el 1974, el govern de l'arquebisbe Makarios va ser enderrocat en un cop d'estat destinat a consolidar el poder a favor dels grecs. De resultes, el 20 de juliol d'aquell any, Turquia va envair l'illa en una operació anomenada Àtila amb unitats del seu exèrcit que reclamaven protegir els drets de la minoria turcoxipriota contra els golpistas grecs. L'atac va dividir l'illa en dues parts, i la línia entre les dues parts es va anomenar "Línia Atila".
Després de la invasió turca, 200.000 persones d'ambdós costats de la línia van emigrar a l'altre costat. Així, l'illa de Xipre va participar en la neteja ètnica tant a la part grega com a la turca. Aquesta neteja va ser el producte de la separació dels dos pobles que hi vivien.

#### Després de la Guerra Freda

##### Neteja ètnica a l'antiga Iugoslàvia

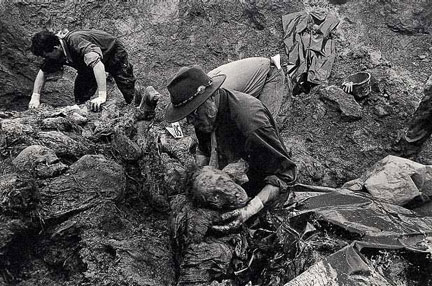
Fossa comuna a Srebrenica, 1996.

El terme "neteja ètnica" és la traducció del terme amb el mateix significat en serbocroat. L'arrel d'aquest terme a Iugoslàvia es remunta al 1878. Aquell any, els funcionaris serbis van decidir desallotjar els residents albanesos de més de 100 pobles de la conca alta de la regió de l'Alt Morava i al sud de Nish, les zones recentment adquirides. Així, el terme "neteja ètnica" s'emprà novament per referir-se a les massacres durant la dècada de 1990 contra grups civils durant la ruptura de Iugoslàvia.

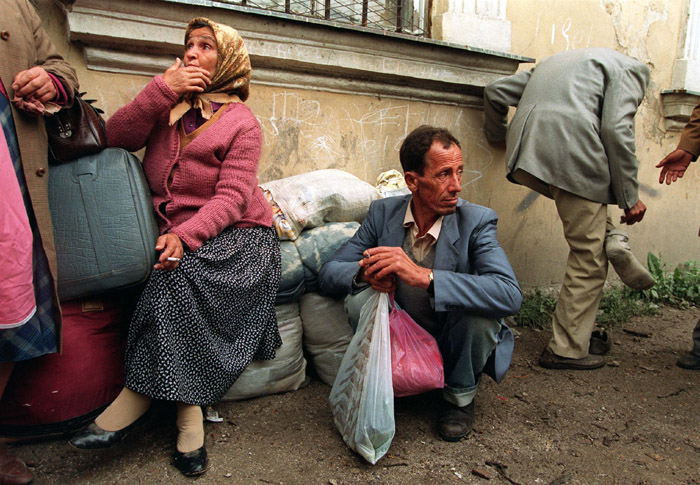
Desplaçats interns bosnians a Travnik, 1993.

Els grups ètnics "sobrers" a Iugoslàvia inclouen els musulmans bosnians a Bòsnia i Hercegovina, els serbis a la regió de Krajina de Croàcia, els albanesos i els serbis de Kosovo.
Abans del 1992, Bòsnia i Hercegovina acollia serbis ortodoxos, croats catòlics i bosnians musulmans. Al febrer i març del 1992, Bòsnia i Hercegovina va declarar la independència de Iugoslàvia en un referèndum. El referèndum va obtindre el suport a la independència de Bòsnia per part de la majoria musulmana de Bòsnia -que constituïa el 44% de la població bosniaca- i els croats -que representaven el 17% de la població-, però no dels serbis de Bòsnia -que representaven el 31% de la població bosniaca-. La independència de Bòsnia i Hercegovina va ser reconeguda internacionalment el mateix any.
En un ambient molt tens, la guerra i la matança va esclatar quan els musulmans bosnians atacaren un casament serbi a Sarajevo, i després atacaren i mataren dones i nens serbis al poble de Sihkovas. En resposta, els serbis van tancar les rutes de sortida de Sarajevo. Els enfrontaments i els assassinats van ser puntuals fins a l'abril de 1992, però l'abril de 1992, amb l'assassinat de musulmans bosnians per part dels serbis a Bijeljina, la guerra va prendre noves dimensions.
El setge de Sarajevo per part dels serbis va ser un dels punts d'inflexió de la guerra. Després, tot i que els croats bosnians i els bosnians musulmans havien votat similar en el referèndum sobre la independència de Bòsnia, els grups militants d'ambdós bàndols van netejar mútuament les seves àrees d'influència. En conseqüència, a l'oest de Bòsnia, van esclatar baralles entre els bosnians croats i els musulmans bosnians per la ciutat històrica de Mostar, la capital de la República Croata de Bòsnia i Hercegovina.
A mitjans de març de 1992, la Unió Europea va proposar que Bòsnia i Hercegovina es divideixi en tres seccions: serbis, croats i musulmans, sobre la base d'un pla ètnic. Però l'oferta va ser rebutjada pels musulmans bosnians.
A finals de l'estiu de 1992, els serbis de Bòsnia -avalats per l'exèrcit iugoslau- van ocupar dos terços de Bòsnia i Hercegovina, i als territoris sota el seu control, van dur a terme una drua "política de neteja ètnica" a gran escala contra els musulmans bosnians i els croats. Es deportà i s'assassinà les poblacions croata i bòsnia a les zones sota el seu control.
Una de les accions dels serbis per implementar polítiques de neteja ètnica contra els musulmans bosnians a Hercegovina va ser la violació de dones musulmanes bosnianes per part dels soldats serbis. Van violar dones musulmanes fins que es van quedar embarassades, després les van empresonar fins que van avortar amb seguretat i després les van alliberar. La raó d'això era la neteja racial per tenir fills de la raça sèrbia, així com obligar els musulmans a emigrar.
Els motius d'aquestes neteges a Bòsnia inclouen els següents:
- La lluita contra l'amenaça dels corrents fonamentalistes islàmics que pretenien establir una República Islàmica al cor d'Europa
- L'imperialisme serbi pretén crear una Sèrbia més gran
- L'exèrcit federal iugoslau intenta mantenir la unitat del país
- Conflictes històrics pel poder i el territori entre serbis, croats i musulmans bosnians
- Els serbis i els croats acorden repartir-se Bòsnia i Hercegovina[79]

Mapa de la Gran Sèrbia proposat a finals dels 80 pel Partit Radical Serbi de Vojislav Šešelj. Inclou Macedònia del Nord, Montenegro, Bòsnia i Hercegovina i la Krajina (actual Croàcia).

Els esforços de pau internacionals foren frustrats per la negativa dels serbis a perdre el control de les zones netejades, esdeveniguts part de la Gran Sèrbia. Per això, a principis de 1994, sota la pressió nord-americana, els croats bosnians i els bosnians musulmans s'uniren contra els serbis. Mentrestant, la transferència pacífica de població entre croats i musulmans bosnians continuava en curs.
L'estiu de 1995, una força conjunta de croats croats i musulmans bosnians va poder recuperar les zones ocupades pels serbis a partir de 1992. Després d'aquesta reconquesta, els serbis van acceptar seriosament iniciar converses de pau. Finalment, amb la signatura del tractat de pau el 14 de desembre de 1995 a París, va acabar la guerra de Bòsnia.

Una comissió d' experts de l' ONU per investigar els esdeveniments a Bòsnia i Hercegovina va establir les primeres definicions de neteja ètnica i els mecanismes per fer-ho:
El mecanisme per dur a terme la neteja ètnica pot ser "assassinat, tortura, detenció i detenció arbitrària, execucions extrajudicials, violacions i agressions sexuals, així com l'expulsió i execució d'atacs militars contra civils".

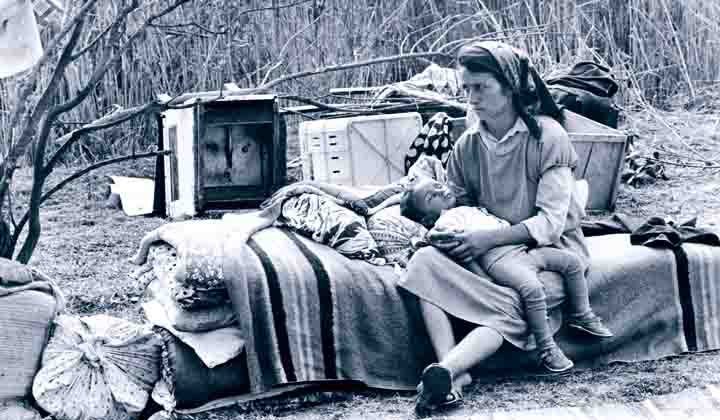
Una dona sense sostre expulsada del Karabakh.

##### Neteja ètnica al sud del Caucas
Aquesta petició de canvi de frontera va ser rebutjada pel govern central soviètic. Amb l'augment de les tensions ètniques a la regió, la guerra entre Armènia i els partidaris armenis de Nagorno-Karabakh d'una banda i la República de l'Azerbaidjan de l'altra es va fer inevitable. Els incendis d'aquests conflictes es van intensificar amb l'enfonsament de la Unió Soviètica. En aquestes guerres es va produir una neteja ètnica bilateral. D'una banda, els àzeris que vivien al Karabakh es van veure obligats a fugir a la República de l'Azerbaidjan a causa de la violència i els assassinats, i d'altra banda, els àzeris van matar i perseguir els armenis que vivien a les ciutats de la República de l'Azerbaidjan, provocant uns 350.000 Els armenis que viuen a Bakú i Sumqayit per fugir.. En alguns casos, aquesta violència, com l'incident de Sumqayit, va provocar assassinats. D'altra banda, la violència perpetrada pels armenis va fer que molts àzeris fugissin i morissin a les zones armènies. Un d'ells és la massacre dels azeris de Khojaly després de la caiguda de la ciutat per les forces armènies, en la qual van morir centenars d'àzeris –entre homes, dones i nens–.

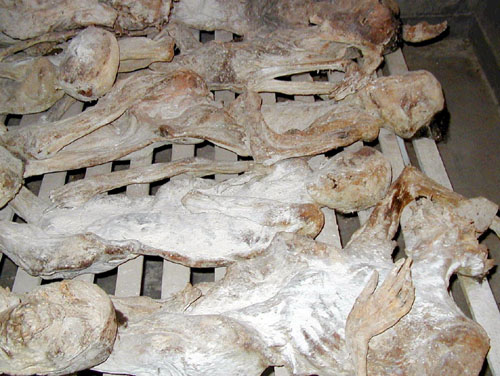
Cossos a l'Escola Tècnica de Morambi. de les víctimes del genocidi de Ruanda

##### Neteja ètnica a Ruanda
La neteja ètnica a Ruanda és una massacre ben organitzada perpetrada l'any 1994 per elements extremistes hutus contra el poble tutsi i qualsevol persona que s'oposés als assassinats. La massacre d'elements tutsis i hutu va tenir lloc durant un període de 100 dies d'abril a juliol de 1994. Els hutu eren la majoria a Ruanda i els tutsis la minoria. Es calcula que uns 200.000 hutu van estar implicats en els assassinats, incitats pels mitjans de comunicació ruandesos. Més de 800.000 ruandesos van ser assassinats, tant tutsis com hutus moderats.

## Neteja ètnica al segle XXI

### Neteja ètnica a Tailandia

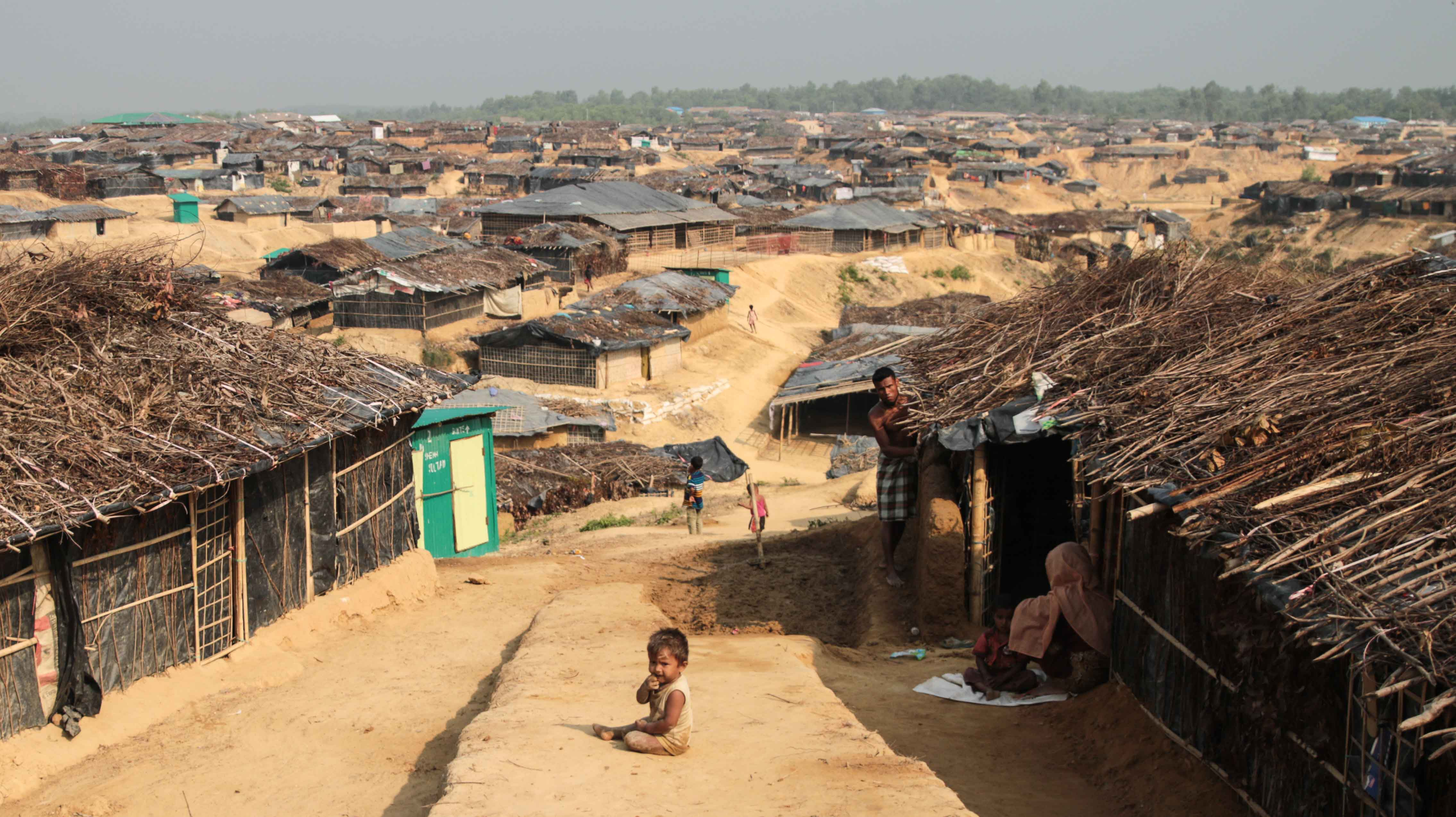
Refugiats rohingya de Myanmar, març de 2017

El 2017, a Tailàndia la minoria musulmana rogingya ha sigut atacada i forçada a exiliar-se per la policia, les forces armades tailandeses, però també per grups de civils armats, en un procés que s'ha qualificat de genocidi.

### Neteja ètnica al Donbass (Ucraïna)
La primavera del 2022, milers de ciutadans de la república de Donestk han sigut evacuades forçosament del Donbass amb destinació Russia durant la invasió russa d'Ucraïna.

## Neteja ètnica i dret internacional
Una comissió d'experts de l'ONU creada per investigar els esdeveniments a Bòsnia i Hercegovina va declarar el febrer de 1993 que la neteja ètnica era un delicte contra el dret internacional. Encara que el concepte de neteja ètnica s'entén bé avui dia, la neteja ètnica, a diferència del genocidi, no s'ha incorporat al dret internacional i es classifica com una forma de crim predefinit, com ara crims contra la humanitat i crims de guerra.
La distinció legal entre genocidi i neteja ètnica és que en la neteja ètnica l'objectiu és eliminar un o més grups per massacre o per trasllat forçós, però en el genocidi, l'objectiu és la massacre. Així, la neteja ètnica, en el cas extrem d'eliminar un grup massacrant-lo, o en una expulsió en que moltes persones morin en el procés, s'assembla més al genocidi. La distinció entre neteja ètnica i genocidi a vegades es fa difícil quan una mateixa neteja ètnica té diferents escales.

## Teories sobre la neteja ètnica

### Motivació dels agressors
La neteja ètnica a gran escala no és possible sense la cooperació d'un gran gruix social, i la pregunta que sorgeix és què du a la gent normal a cometre/permetre aquests crims? La resposta més coneguda es basa en el test de Milgram, que mostra el grau d'obediència al poder dels participants de l'experiment, i la dificultat que tenen per rebutjar el poder i l'estatus científic. Un altre experiment conegut, l'experiment de la presó de Stanford, demostra que la gent normal pot fer les coses més cruels si les institucions legítimes els ho permet.
En un intent de racionalitzar-ho, s'ha dividit teòricament als autors de netejes ètniques en nou categories:
1. Assassins ideològics: aquests assassins, que solen trobar-se als nivells i posicions més altes dels perpetradors, creuen en la correcció i la justícia de la neteja ètnica, i creuen que justifica objectius superiors. La justificació més habitual és interpretar la neteja com a defensa personal i descriure's com una víctima real.
2. Assassins fanàtics: aquests assassins segueixen els prejudicis que hi ha al seu lloc i moment.[3]
3. Assassins violents: aquests assassins es veuen atrets espontàniament a l'assassinat. Alguns són sàdics i gaudeixen del patiment dels altres, però molts més se senten alliberats de l'ansietat emocional quan cometen violència. Alguns dels assassins d'aquest grup han estat humiliats i amenaçats en algun moment, estan enfadats per això i veuen que la venjança és justa. Se senten bé que tenen un poder il·limitat sobre les víctimes i que s'estan venjant.[3]
4. Assassins covards: aquests assassins cometen assassinats per por del poder si no obeeixen. Aquests assassins solen ser assassinats de mala gana.[3]
5. Assassins professionals: assassins professionals contractats per una institució. Si accepten, és eficaç per a la seva carrera professional, i si no accepten, empitjorarà la seva feina.[3]
6. Assassins materialistes: aquests assassins busquen saquejar la propietat o els llocs de treball de les seves víctimes. Algunes d'aquestes persones són presoners que sortiran de la presó si cooperen en els assassinats.[3]
7. Assassins disciplinats: aquests assassins són aquells que consideren que no seguir les ordres no és saludable i es preocupen més per ser disciplinats i complir amb el seu deure que per por de l'assassinat.[3]
8. Assassins companys: aquests assassins són assassinats sota la pressió dels que els envolten, i veuen la separació del grup com a conseqüència de la pèrdua del suport emocional del grup.[3]
9. Assassins burocràtics: aquests assassins estan atrapats a la gàbia de la burocràcia de la modernitat i l'obediència s'ha convertit en un hàbit per a ells. L'origen d'aquest hàbit és la rutina institucional que els atrapa en la "banalitat del mal" de les institucions de les societats modernes.[3]

Diferents persones poden tenir una combinació de les motivacions anteriors. El paper del medi ambient també és important per explicar l'aparició de la neteja ètnica. Michael Mann escriu que si hagués estat a Alemanya i a l'acadèmia als anys trenta, molt probablement m'hauria influenciat el nacionalisme conservador i, fins a cert punt, m'hauria simpatitzat amb els objectius nazis, i si hagués estat biòleg, hauria estat influenciat per racisme científic. Otto Ahlendorf va ser un sociòleg la investigació universitària del qual sobre el feixisme el va convertir finalment en nazi. Tot i que inicialment va tenir problemes amb els líders nazis per raons morals, finalment va fer la seva feina de dirigir un dels esquadrons d'execució. Segons en Michael Mann, tots els éssers humans poden apropar-se a la neteja ètnica sagnant si es troben en determinades condicions.

### Neteja ètnica i democràcia
Alguns estudiosos de la filosofia i la ciència política han assenyalat la creença que hi ha una connexió entre la democràcia i la neteja ètnica. Segons David Williams, l'estudi de la història americana revela la paradoxa de que l'Imperi de la llibertat d'en Jefferson " començà amb la neteja ètnica dels indis. Williams escriu que filòsofs com Michel Foucault i Hajime Tanabe han arribat a la conclusió de l'estudi del tema que la por forma part del fonament inherent de la democràcia. La democràcia necessita un subjecte, i aquest subjecte inclou un poder que estimuli la destrucció dels seus enemics i creï la capacitat per fer-ho. Segons alguns filòsofs, la clau de l'èxit i la prosperitat de la democràcia és que, posant l'accent constantment en els seus aspectes positius, s'enganya i es pinta una imatge estranya i seductora de si mateixa.
Altrament, en Michael Mann argumenta que les noves democràcies tenen més probabilitats de perseguir la neteja ètnica que un règim autoritari estable. En Mann reconeix que la democràcia és un ideal i escriu que hi ha hagut poques democràcies que hagin perseguit la neteja ètnica, però la democràcia sempre ha tingut el potencial de convertir-se en un instrument de neteja ètnica. En criticar la teoria de Michael Mann, l'Aydin Salehian escriu que molts règims que han dut a terme una neteja ètnica no es consideren democràtics; per tant, la qüestió principal és la definició correcta de democràcia. Pel seu costat, en Milton Sky creu que la interpretació de Michael Mann de les dades històriques serà tan controvertida com qualsevol altre estudi.